# Conacul lui Manuc Bei
Conacul lui Manuc Bei sau Manuc Bey (oficial – Complexul istorico-arhitectural Manuc Bey) este amplasat în orașul Hîncești din partea central-vestică a Republicii Moldova; și include următoarele edificii: Palatul lui Manuc, Casa vechilului, Clădirea contesei, Castelul de vânătoare, Turnul de veghe ș.a.
Cu toate că conacul îi poartă numele, acesta însă nu a fost ridicat de către diplomatul și negustorul de origine armeană Manuc Bei Mîrzaian, așa cum se vehiculează (el decedând la scurt timp după procurarea moșiei Hîncești, în 1817), ci de către urmașii săi – fiul Murat, care a demarat construcția vilei boierești, și nepotul diplomatului, Grigore, care a încheiat lucrările respective. Conacul, de asemenea, este un monument de arhitectură înscris în Registrul monumentelor de cultură al Republicii Moldova. Palatul este situat în partea de sud a orașului, pe versantul nordic al dealului, la marginea parcului. De la intrarea principală, până la palat, te conduce o alee. Datorită  reliefului înclinat, din partea de sus a dealului se văd doar două etaje, de jos – trei. Palatul este conceput în spiritul clasicismului francez, cu deschideri largi de ferestre și loggii. Pe terasă, pereții interiori au fost decorați cu fresce frumoase și sunt prevăzute nișe în care fuseseră amplasate statuile. Gospodăria a fost înconjurată de ziduri, demolate la sfârșitul anilor 1950. Plafoanele palatului au fost pictate de alt armean – Hovhannes Ayvazyan, care mai târziu a devenit cunoscut ca pictorul rus Ivan Konstantinovici Aivazovski, fiind în acea perioadă în ospeție la fratele său în Chișinău. Pictura, din păcate, nu s-a păstrat până în zilele noastre.

## Istoric
După terminarea războiului ruso-turc din 1806–12, Manuc Bei părăsește Bucureștiul și își lasă numeroasele sale afaceri pe mâinile unor oameni de încredere. Se mută pentru o scurtă perioadă la Sibiu, apoi, în anul 1815, Manuc se mută cu familia sa la Chișinău în Basarabia țaristă, unde cumpără cu 300.000 de lei de aur moșia Hîncești.
Ajungând la o vârstă mai înaintată, distanța mare îl împiedică să tragă foloase de pe urma moșiei (și nu conacului), astfel încât Manuc hotărăște să o vândă. Începe să facă demersuri pentru vânzare la sfârșitul anului 1816, dar moare în împrejurări incerte la 20 iunie 1817, posibil printr-un accident de călărie, înainte de a găsi un cumpărător, potrivit altei surse ar fi fost omorât pentru trădare de către otomani. A fost înmormântat în pridvorul Bisericii Armenești din Chișinău. 
Construcția conacului a început sub conducerea fiului său, Murat (Ivan) și a fost terminată abia între 1858 și 1861 de către nepotul său, Grigore. Cei doi au construit un castel în stil francez de o frumusețe uimitoare, cu o grădină de iarnă, turnuri de pază și un parc imens.
În anul 1881 celebrul arhitect Alexandru Bernardazzi a proiectat și a construit Castelul Vânătoresc, înconjurat de turnuri, de grădina de iarnă și de un mic parc.
După cel de-al doilea război mondial conacul a trecut în proprietate sovietică. Inițial, moșia a fost adaptată pentru găzduirea unei școli de mecanizare, apoi a unui colegiu de construcții. Zidurile conacului care înconjurau odată întreaga zonă, au fost distruse la sfârșitul anilor '50. Până la sfârșitul anilor '80, complexului arhitectural a fost menținut într-o stare satisfăcătoare. Fatal pentru vila seculară a fost cutremurul din 1986, după care majoritatea construcțiilor au fost declarate avariate. Pentru studenții de la colegiu a fost construită o nouă clădire, iar conacul în sine a început să deterioreze rapid. Mai mult sau mai puțin s-a păstrat Castelul de vânătoare, aici fiind deschis un Muzeu etnografic.
În 1993 conacul obține statutul de monument de arhitectură.
În anul 2011, moșia a fost înconjurată de un zid de beton, deși pe teritoriul acesteia se putea ajunge cu ușurință. Clădirea palatului arăta distrusă și extrem de avariată, în special fațada, același lucru se putea spune și despre Casa Vechilului și casa lui Ioniță Iamandi. Acest monument de arhitectură nu era decât niște construcții ruinate care nu aveau practic nici un viitor.
Către anul 2012, înainte de demararea lucrărilor de restaurare, complexul se afla într-o stare de degradare avansată, excepție făcea numai clădirea Castelului de vânătoare.

### Restaurarea
La începutul anilor 1970 a început restaurarea Castelului Vânătoresc, iar în 1979 a fost transformat într-un Muzeu istorico-etnografic, având peste 20 de mii de exponate, mai multe încăperi cu diverse tematici, la parter fiind obiecte din perioada sovietică, câte ceva despre Grigore Cotovschi, dar și porturi populare de prin secolul al XIV-lea.
În octombrie 2013 a fost semnat un contract de grant privind restaurarea complexului istoric. Proiectul a fost aplicat pe parcursul anilor 2014–2015 și include un total de nouă edificii care urmează să fie renovate. Este vorba de Palatul „Manuc Bei”, care are 2 niveluri, Clădirea contesei, Castelul vânătoresc, Casa vechilului, Turnul de veghe, Biserica armenească, fântâna arteziană, grajdurile și galeriile subterane care încep din apropierea Conacului și se extind sub tot orașul Hîncești.

## Galerie de imagini

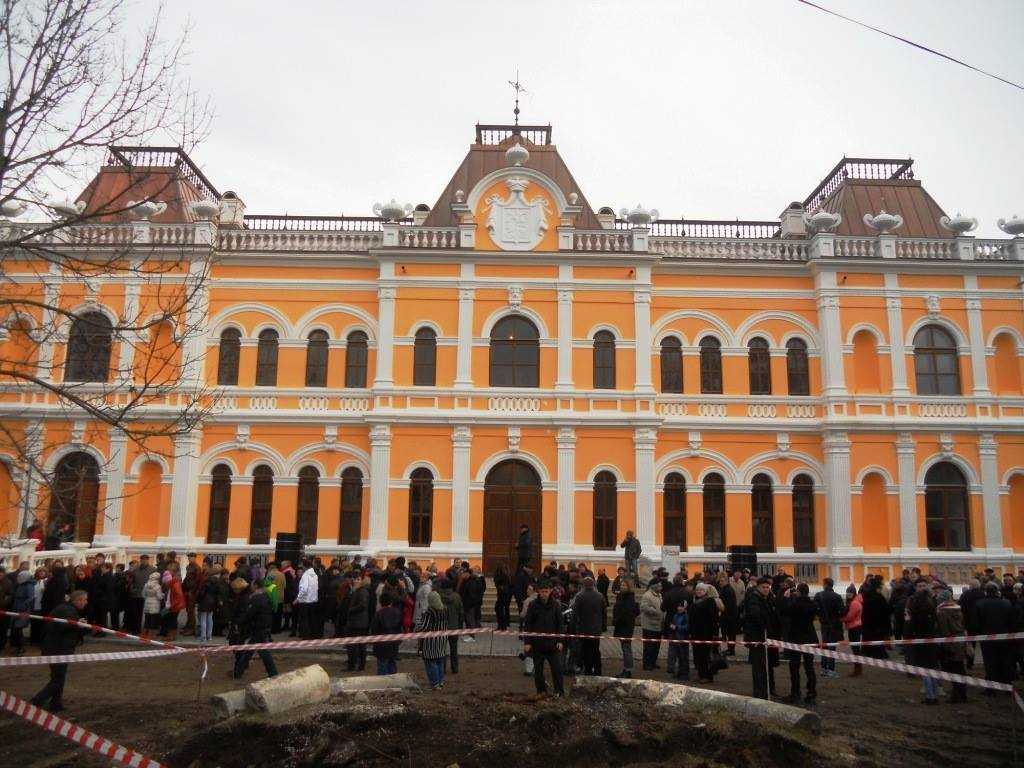
Palatul lui Manuc
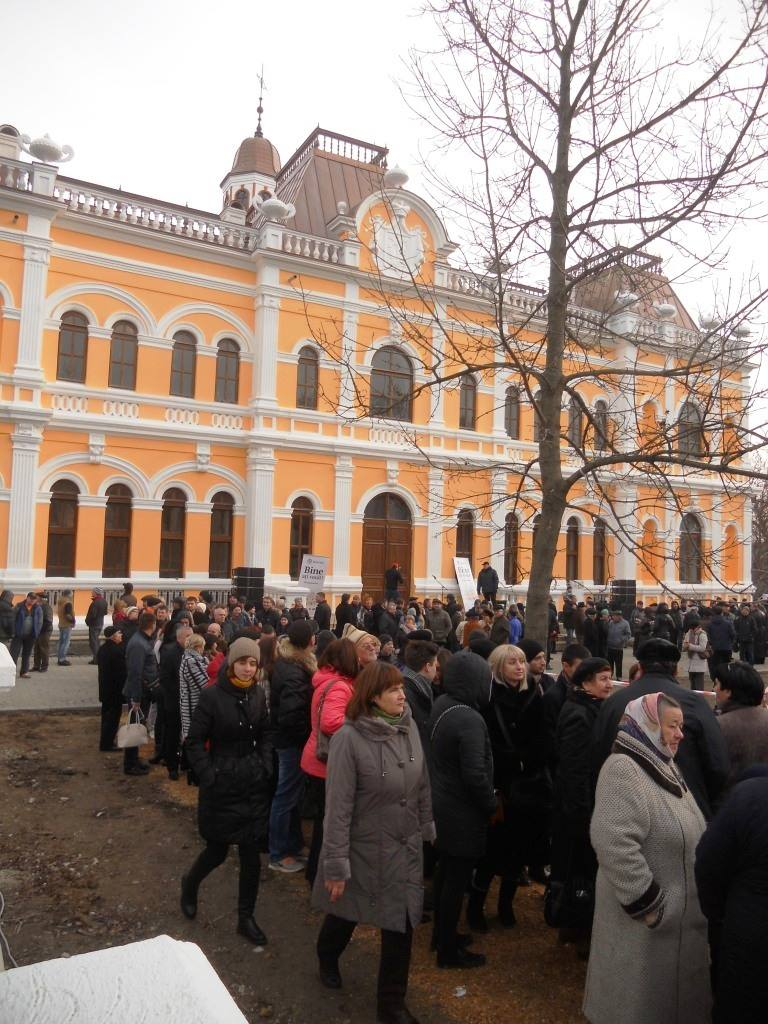
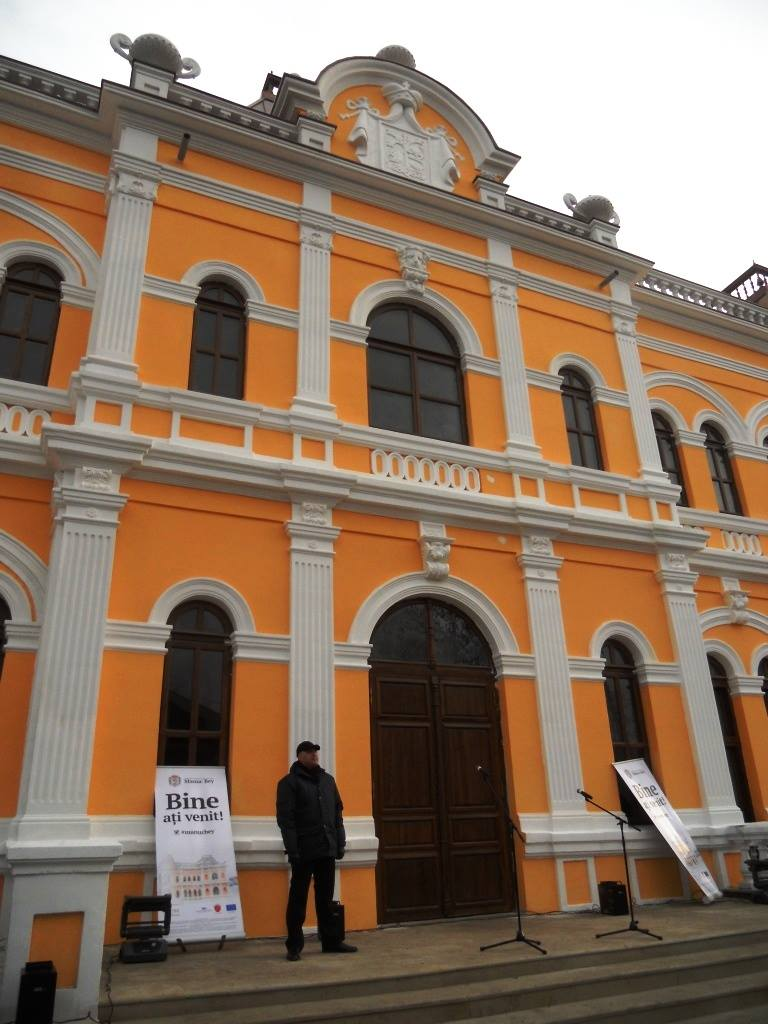
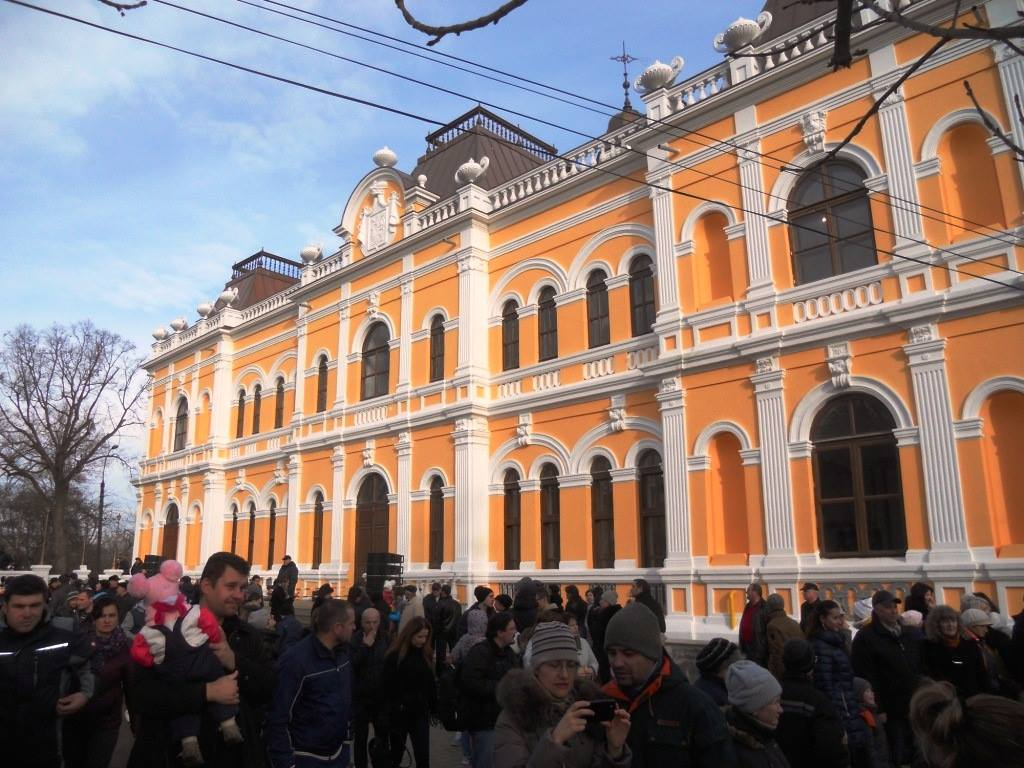
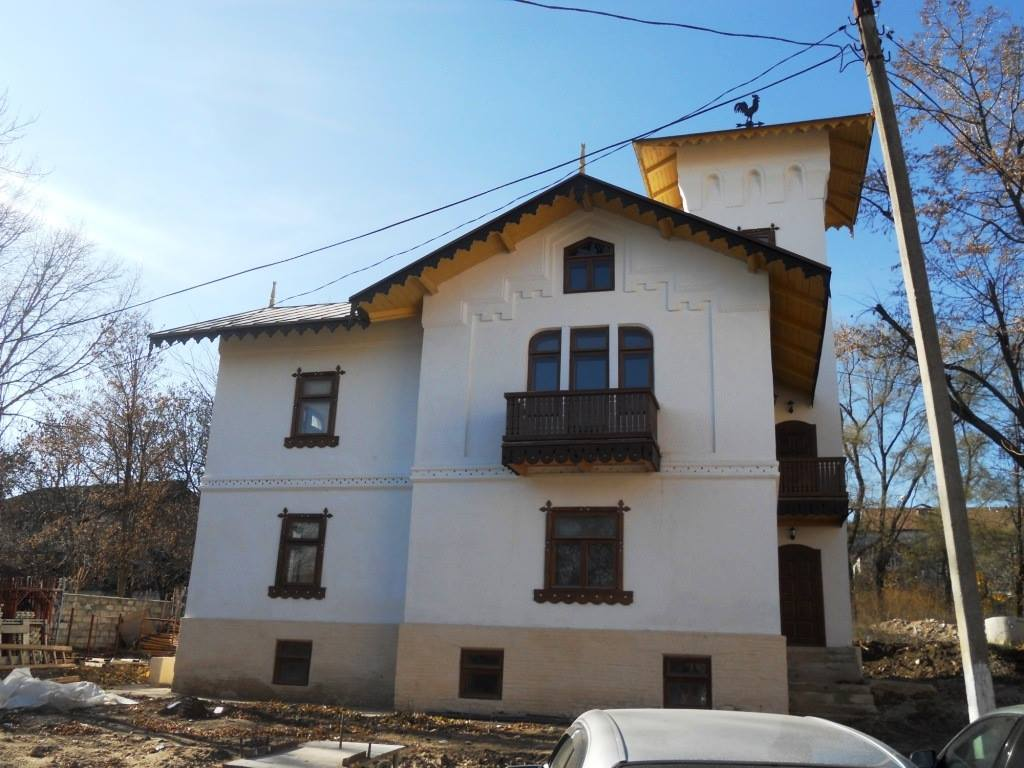
Casa vechilului
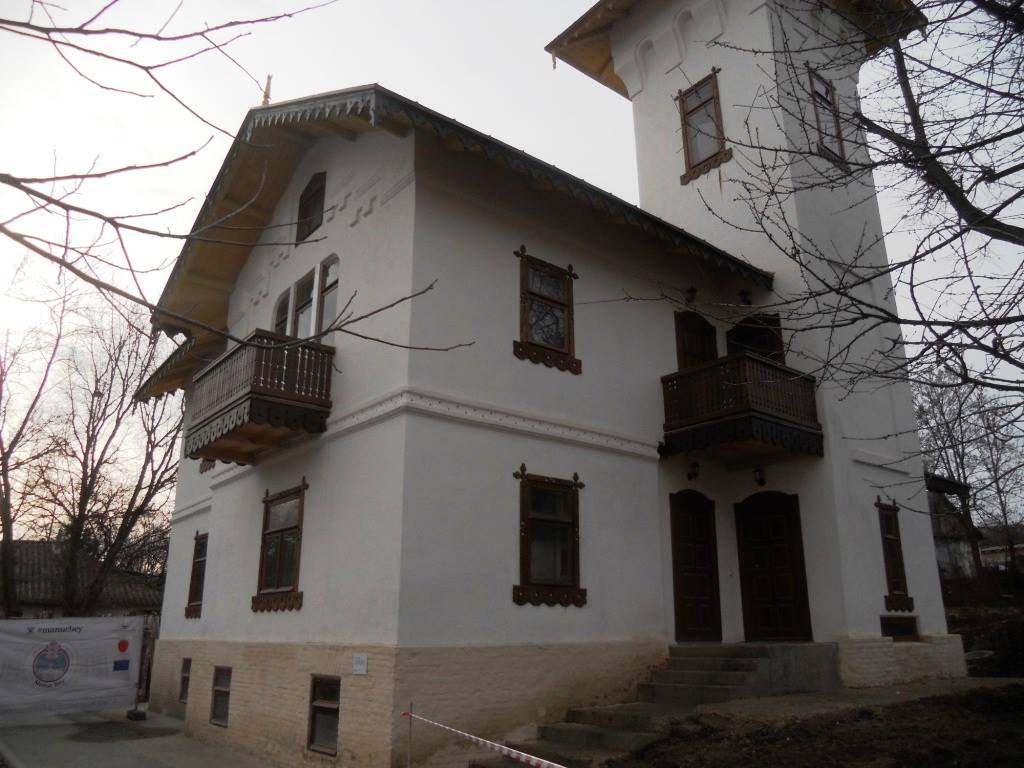
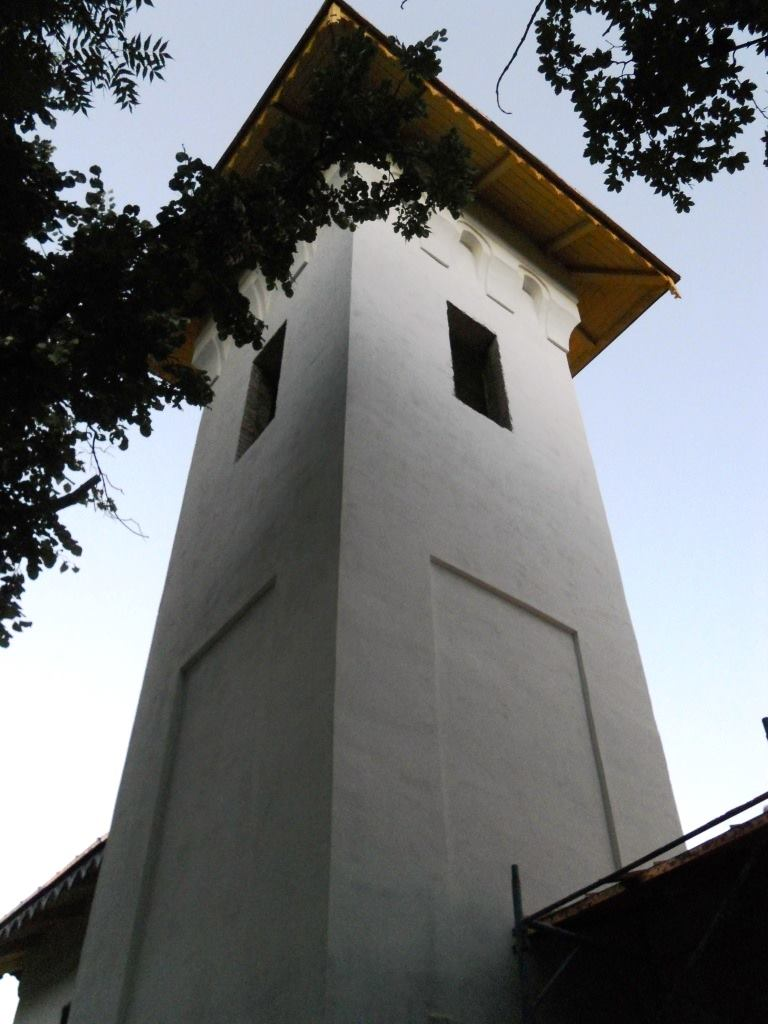
Turnul casei vechilului
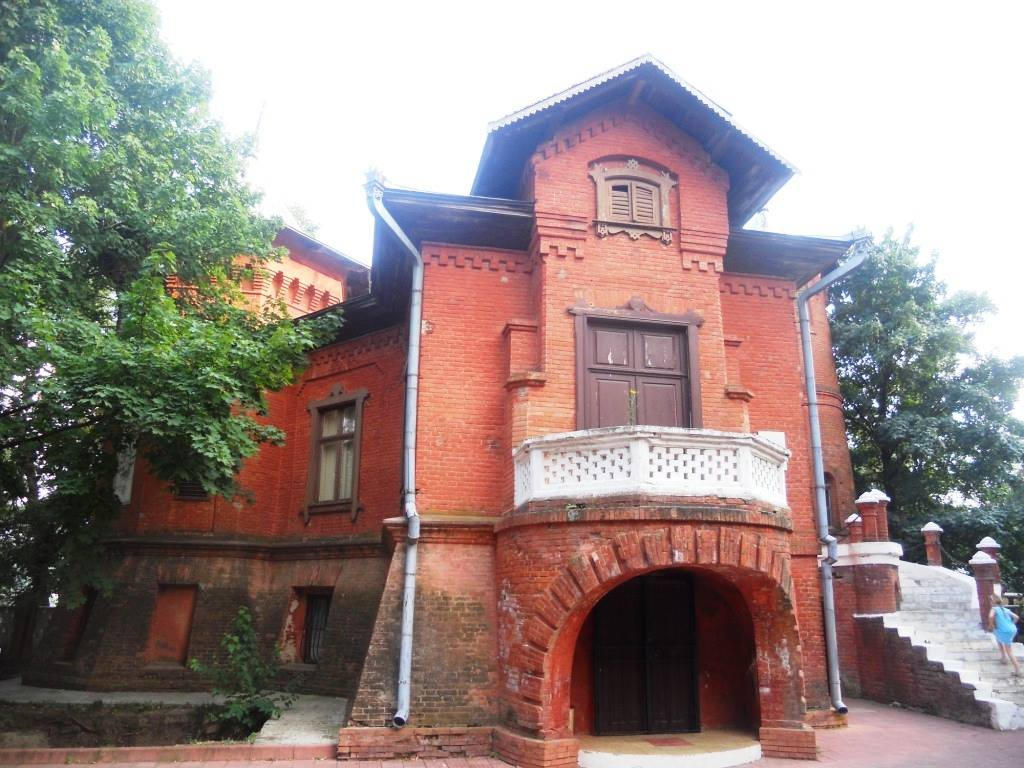
Castelul de vânătoare
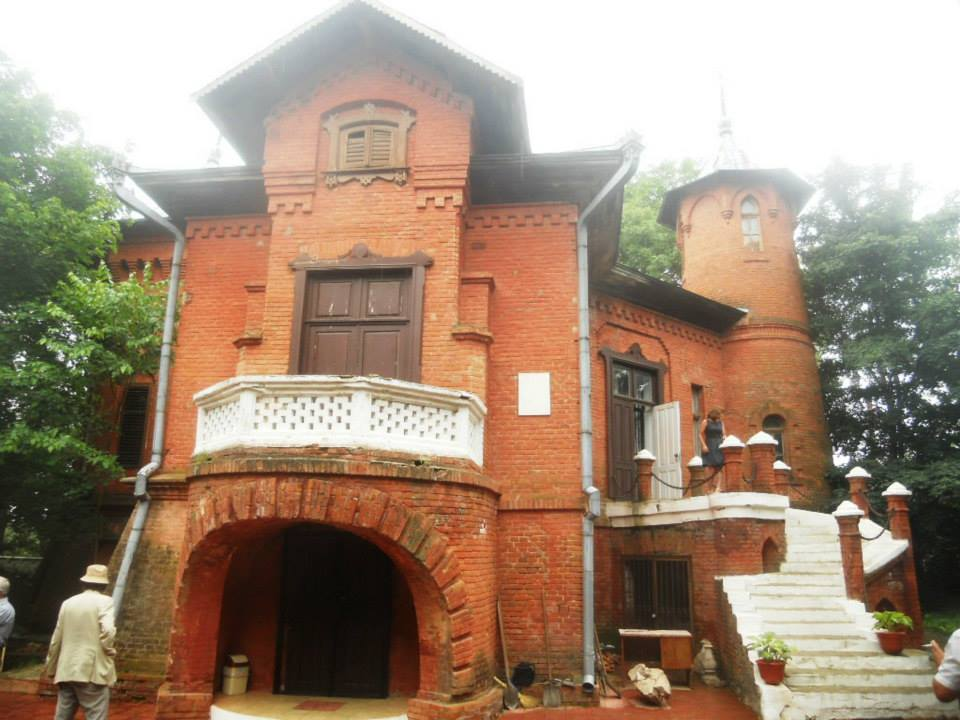
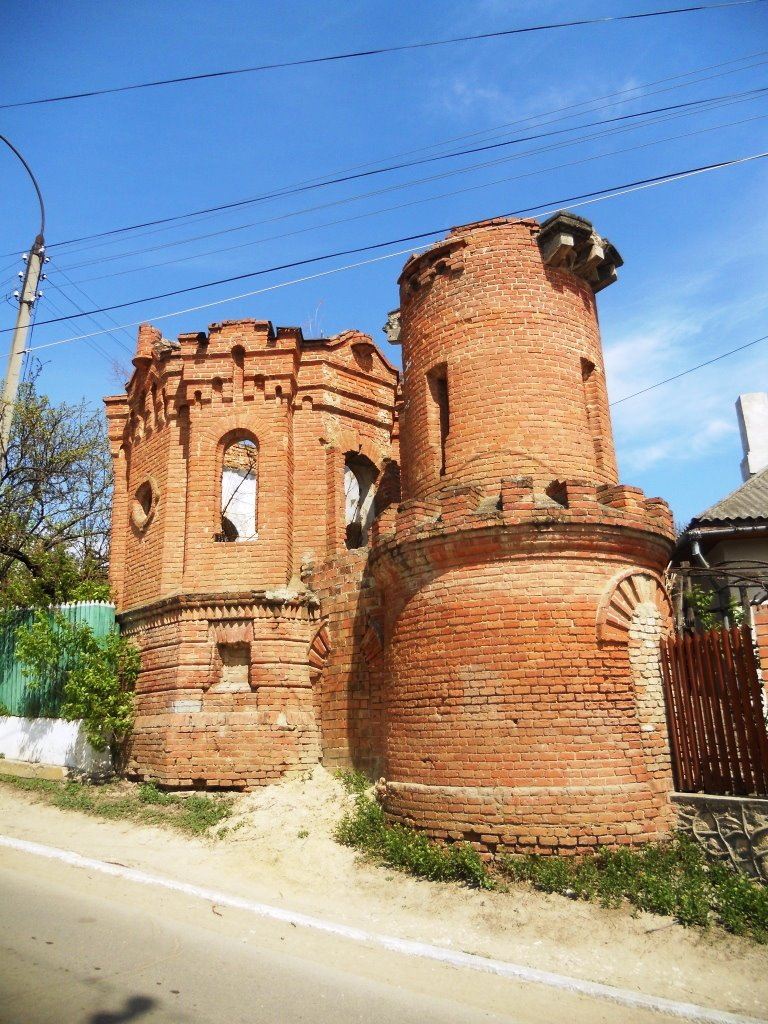
Ruinele Turnului de veghe, care la fel urmează a fi reconstruit.
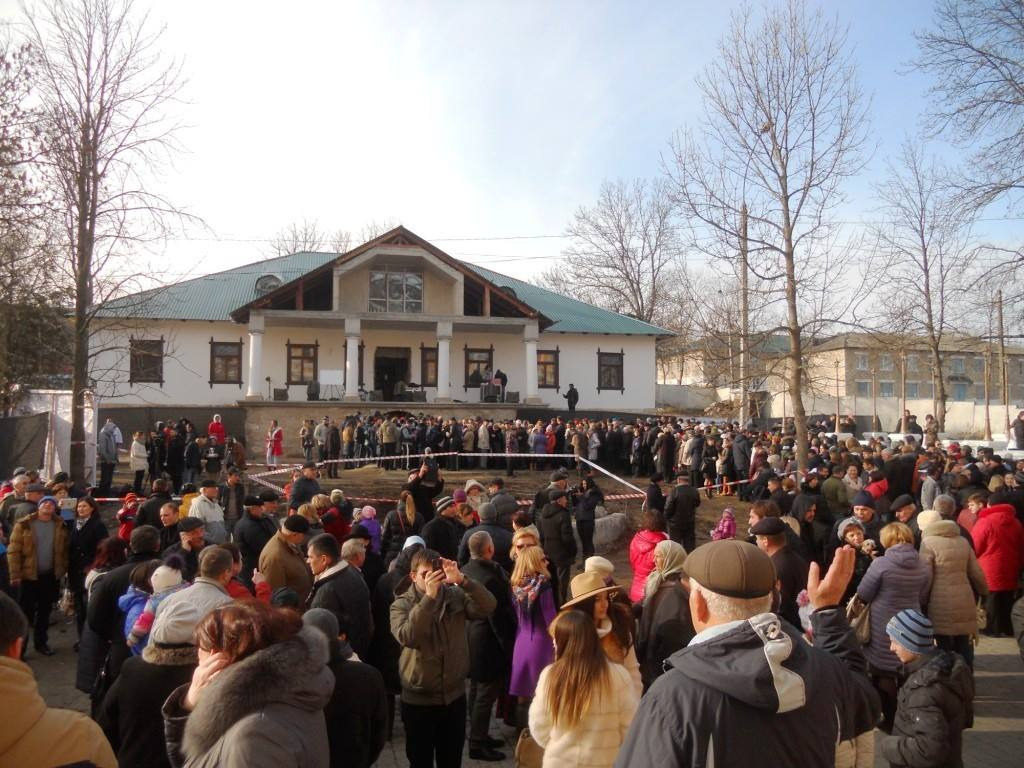
Ziua ușilor deschise, casa Iamanadi în fundal.
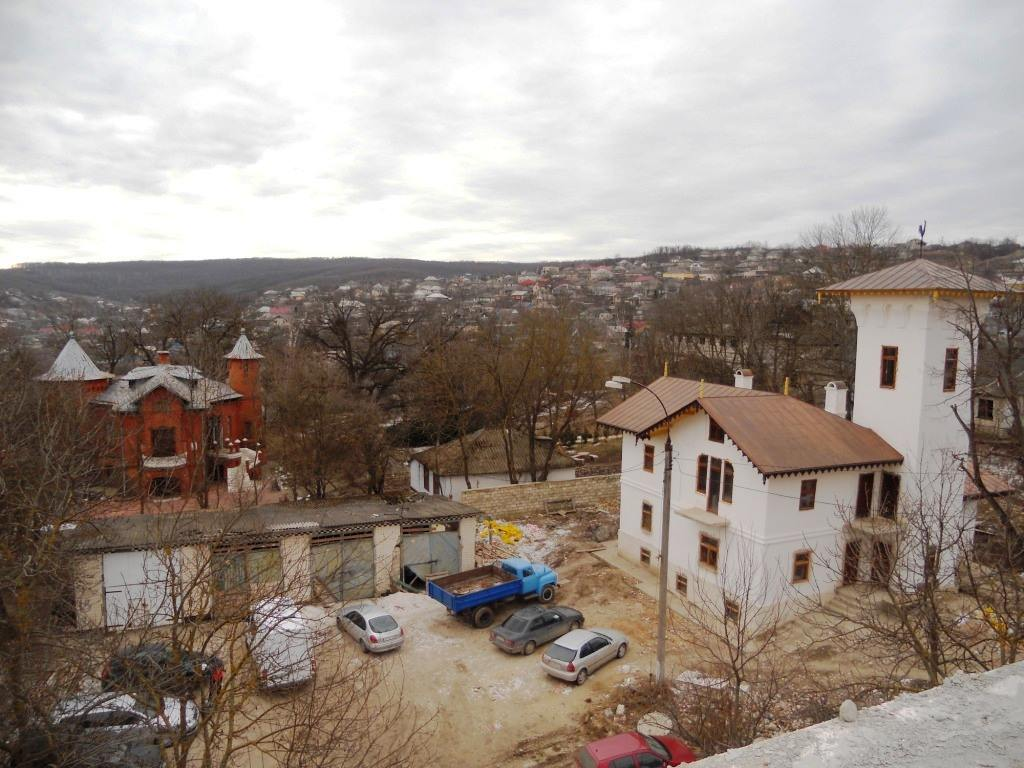
Lucrări de restaurare; în partea stângă Castelul de vânătoare, în dreapta Casa vechilului.
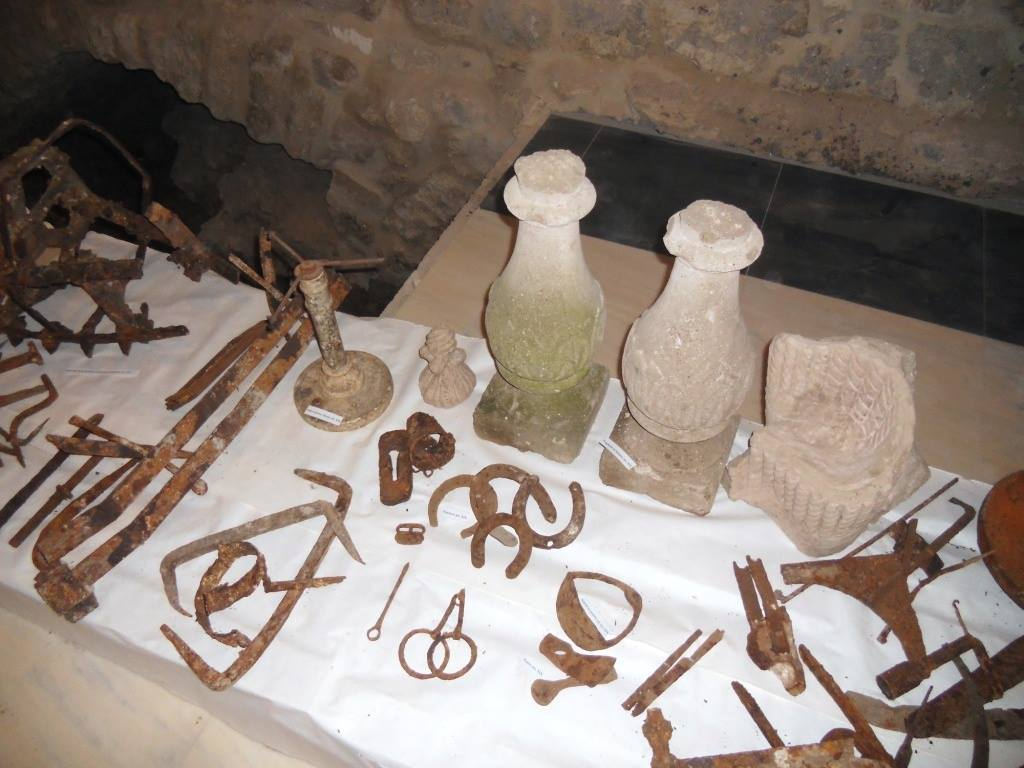
Ustensile descoperite în timpul cercetărilor arheologice.
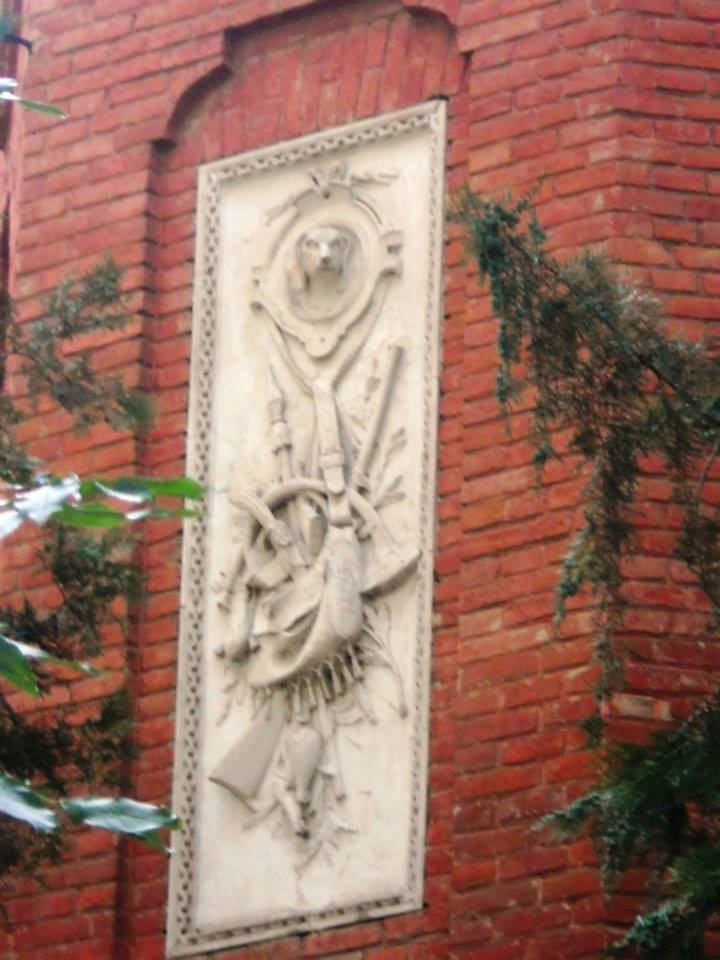
Detaliu de pe zidul exterior al Castelului de vânătoare.
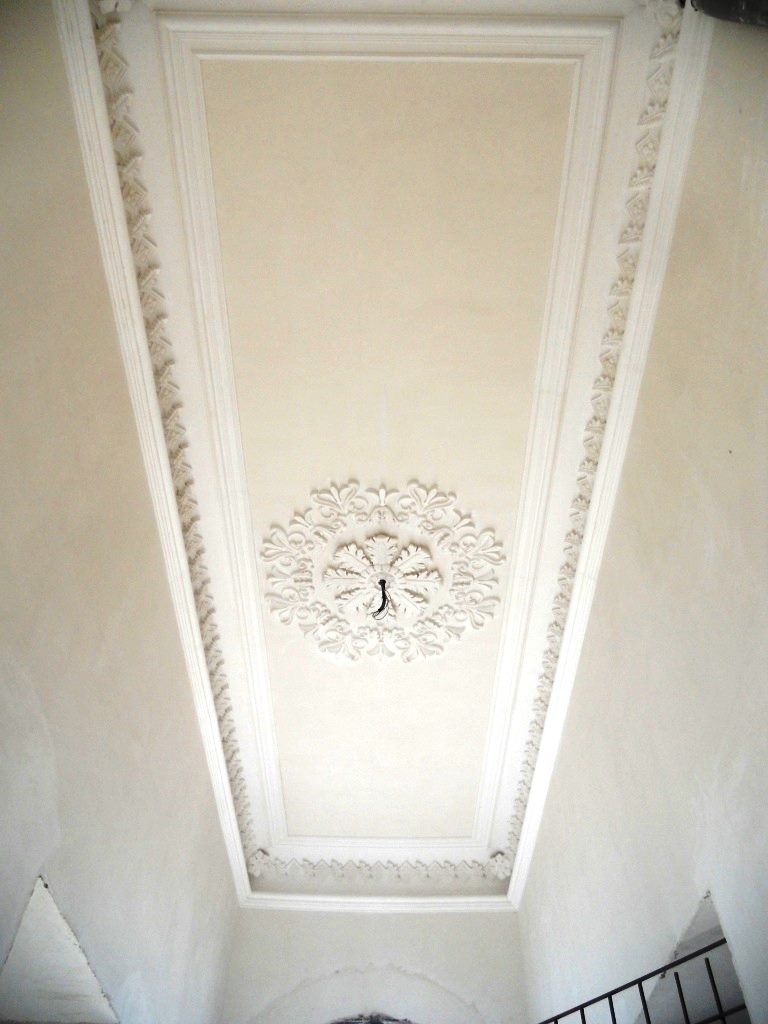
Interiorul palatului princiar.
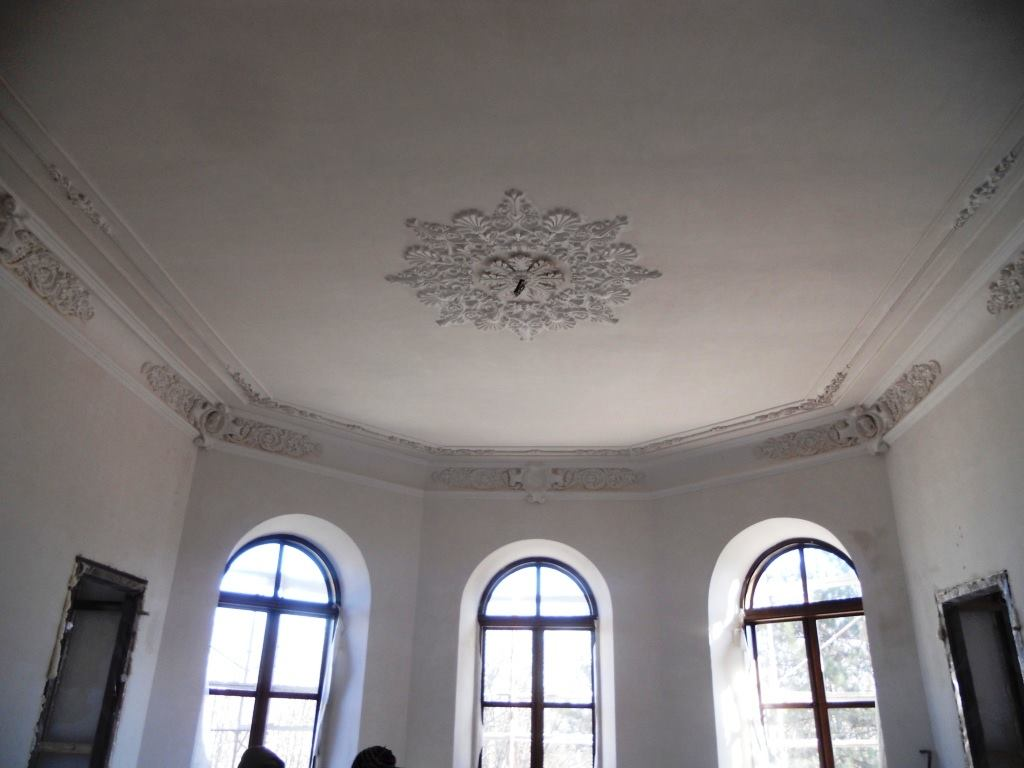
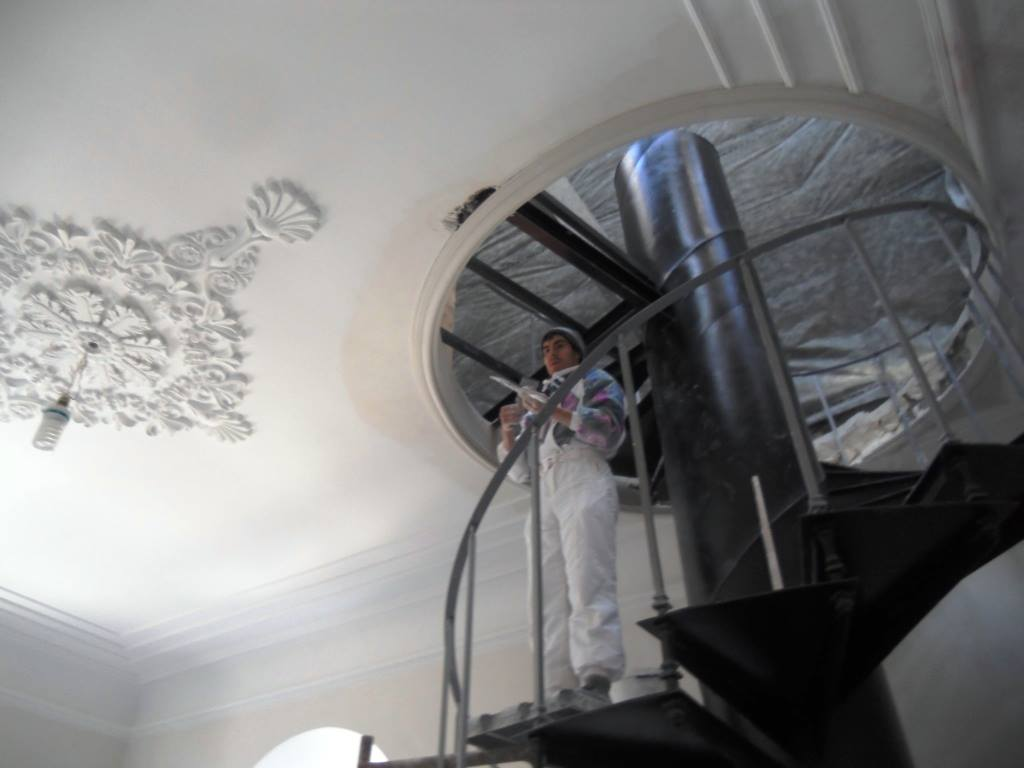
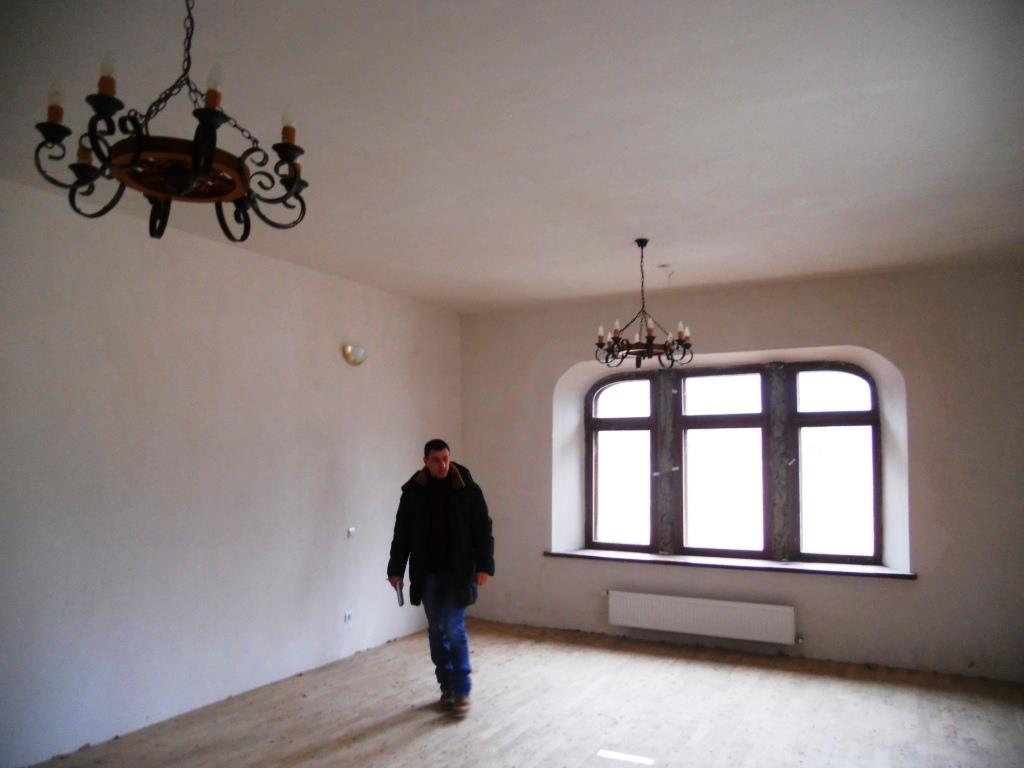
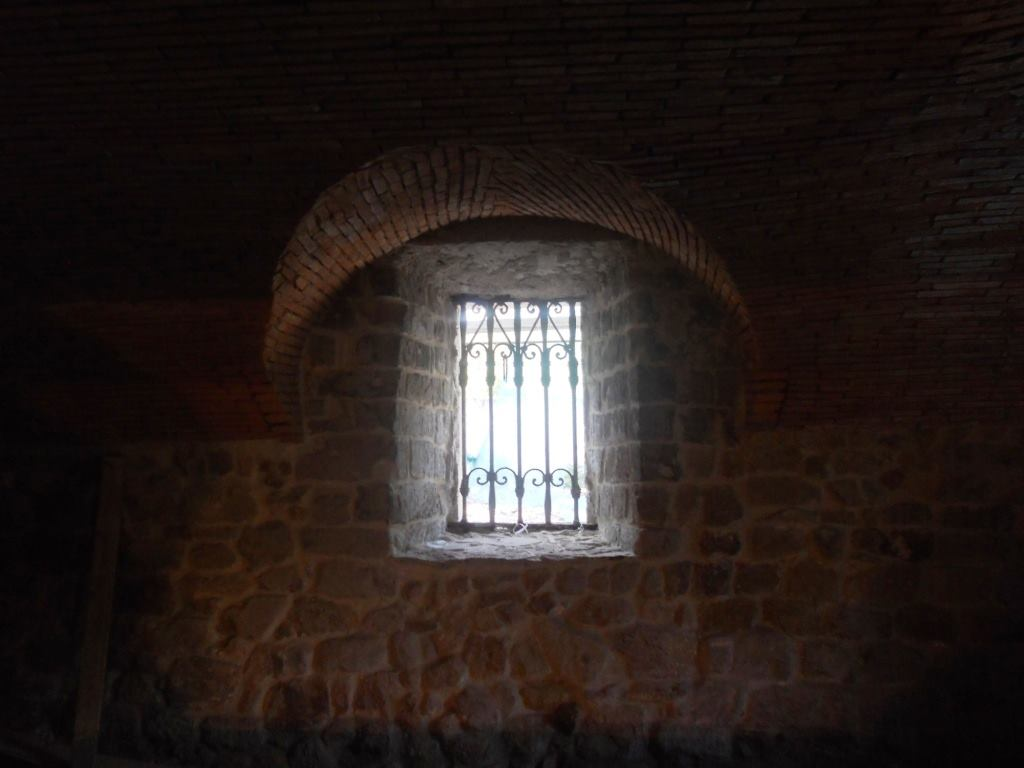

### Starea conacului până la restaurare, anul 2013

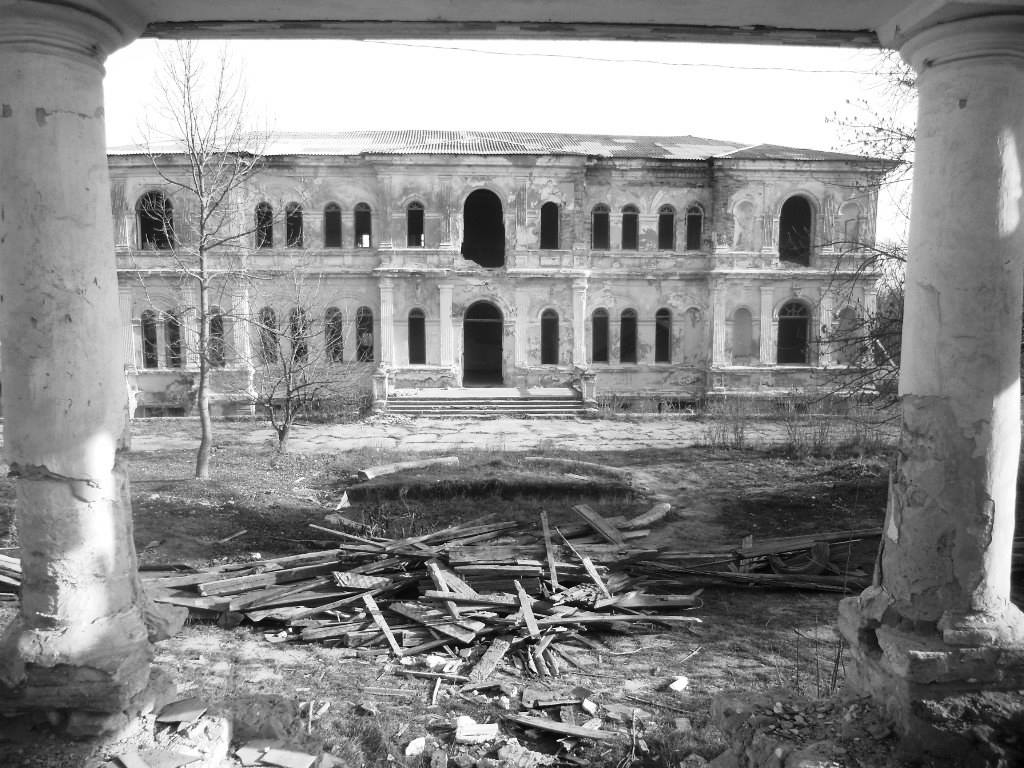
Palatul lui Manuc
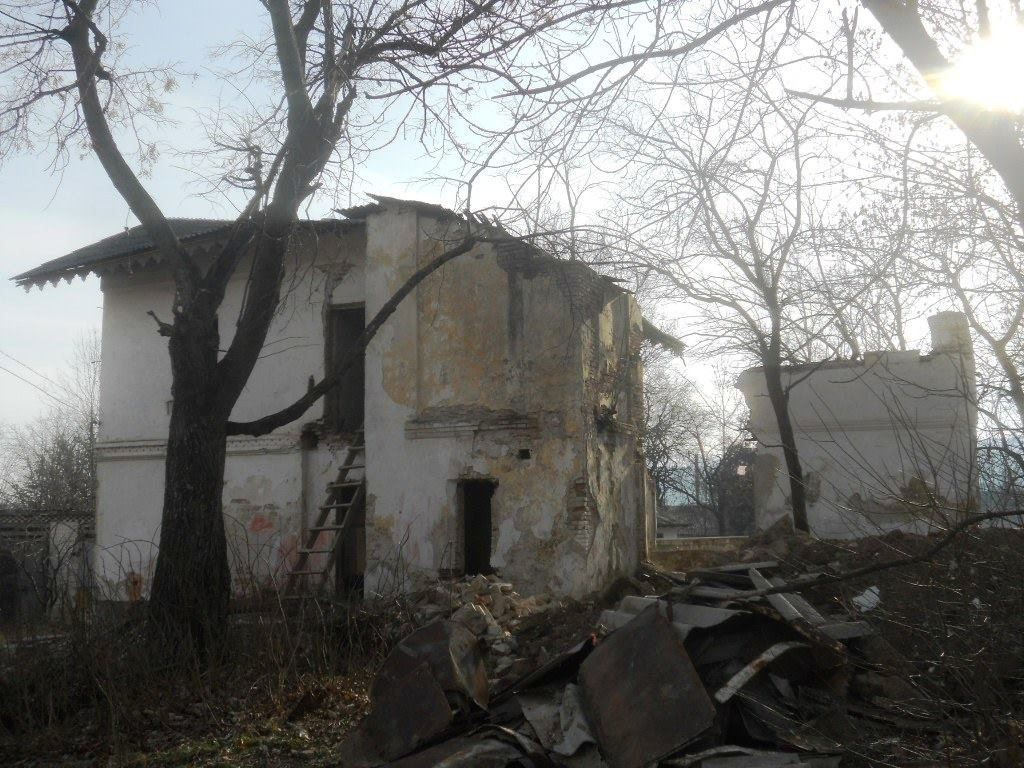
Ruinele Casei vechilului
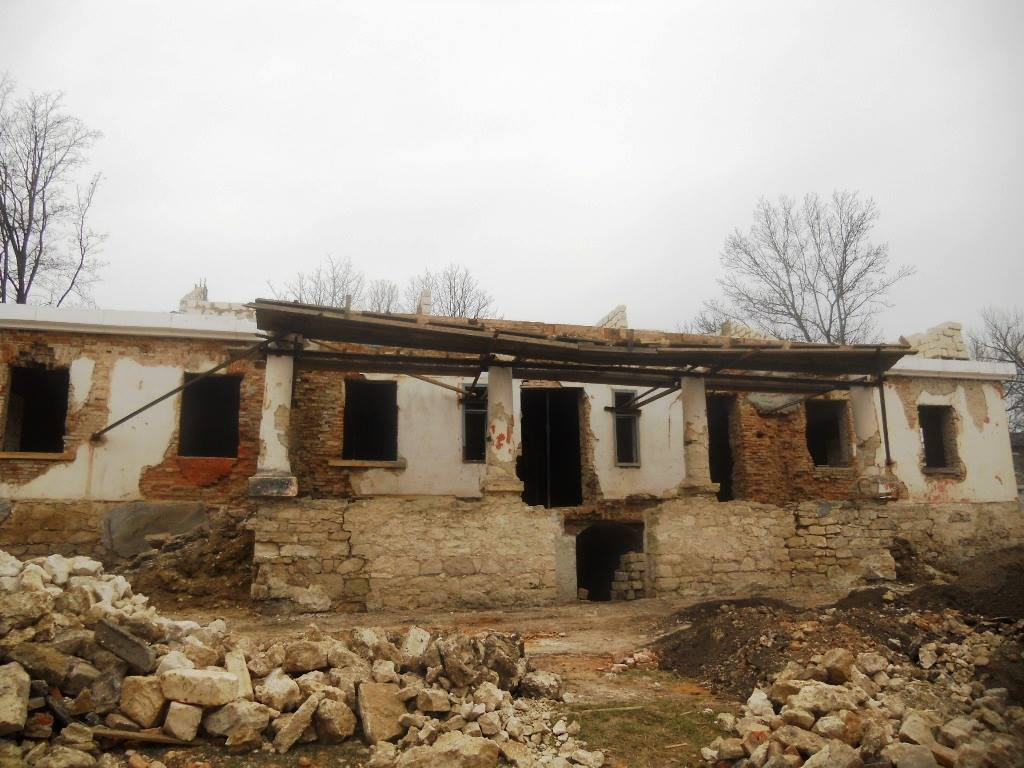
Casa Iamandi
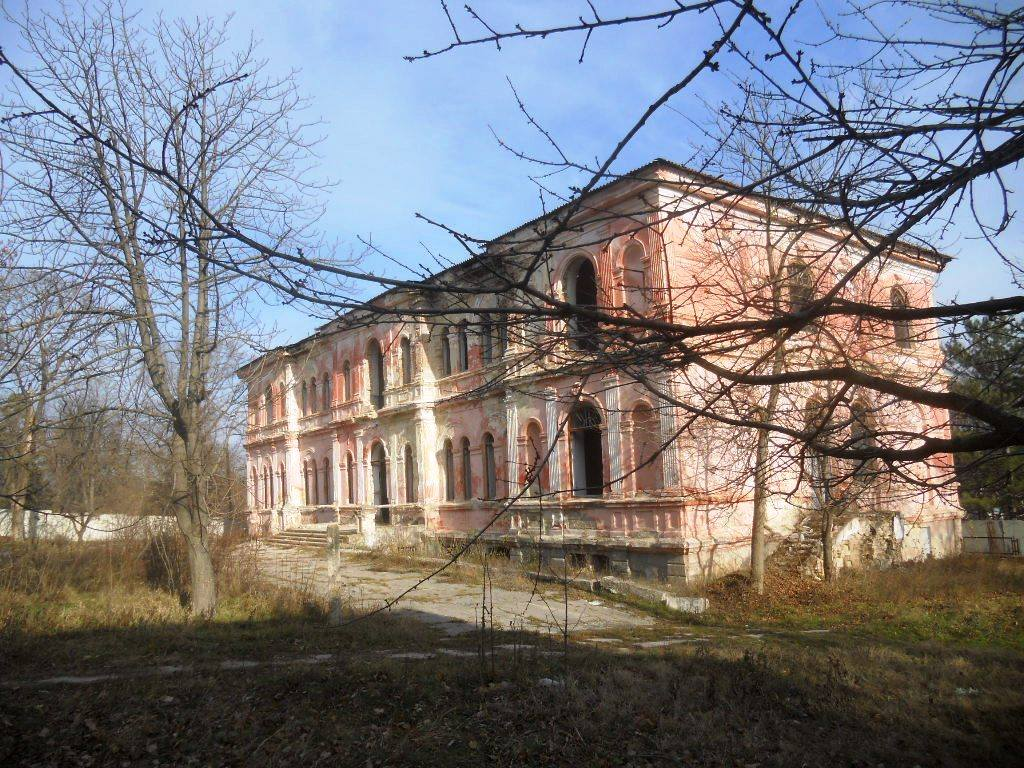
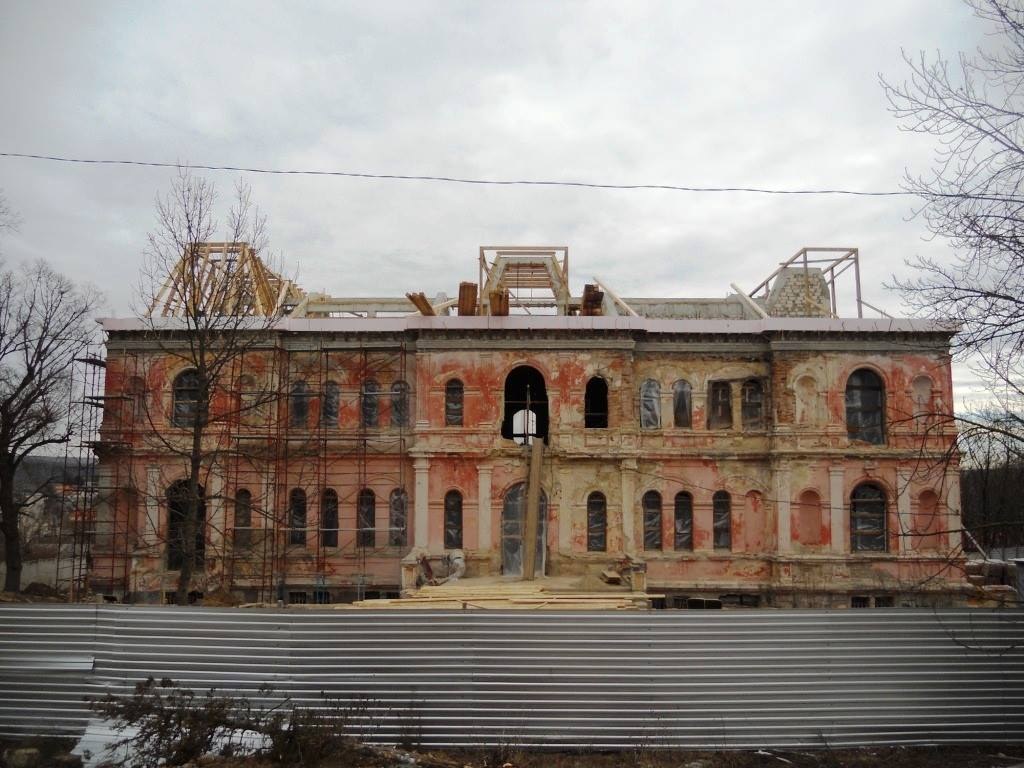
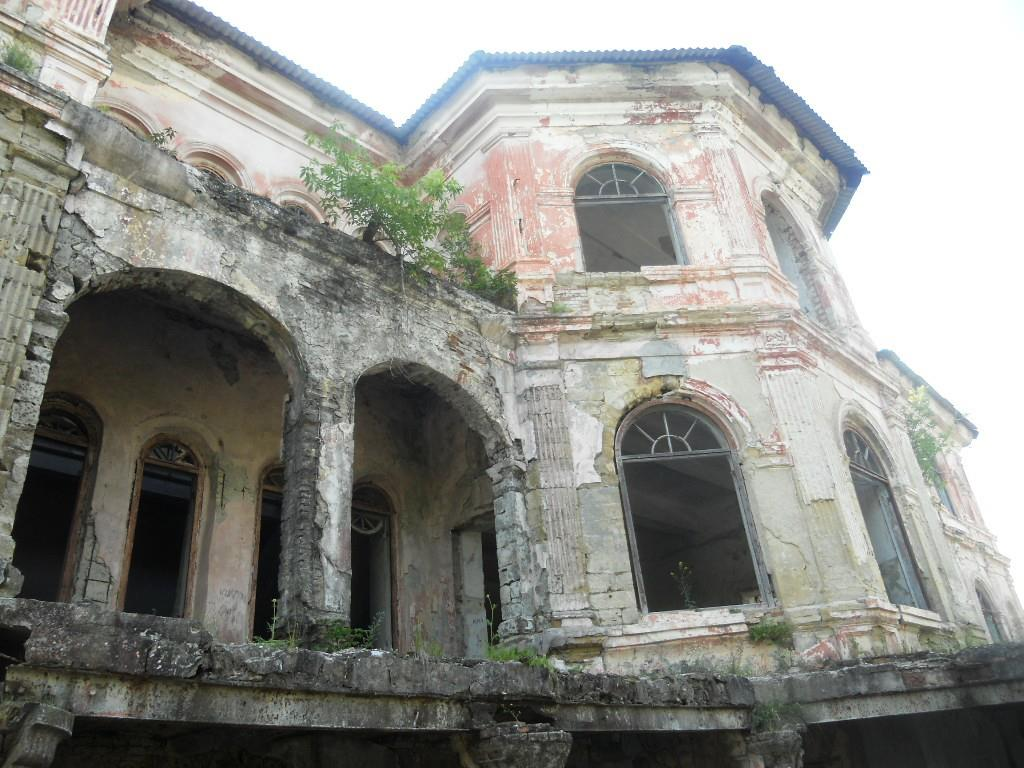
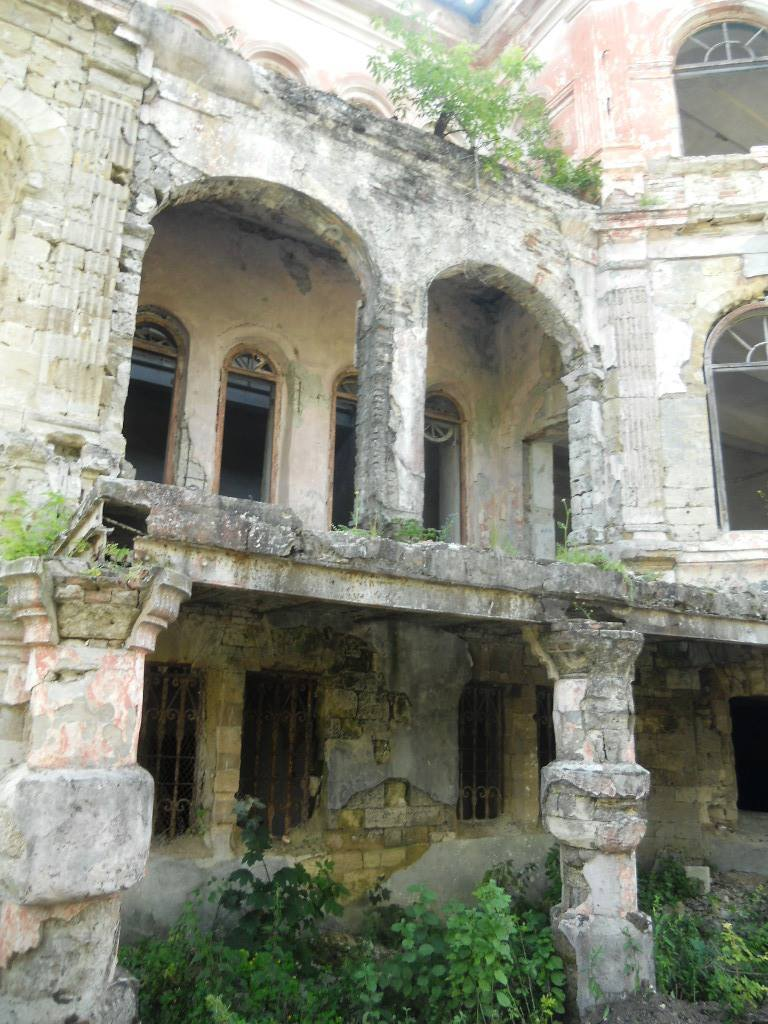
Vegetația care creștea pe zidurile exterioare ale palatului princiar.

### Imagini de epocă

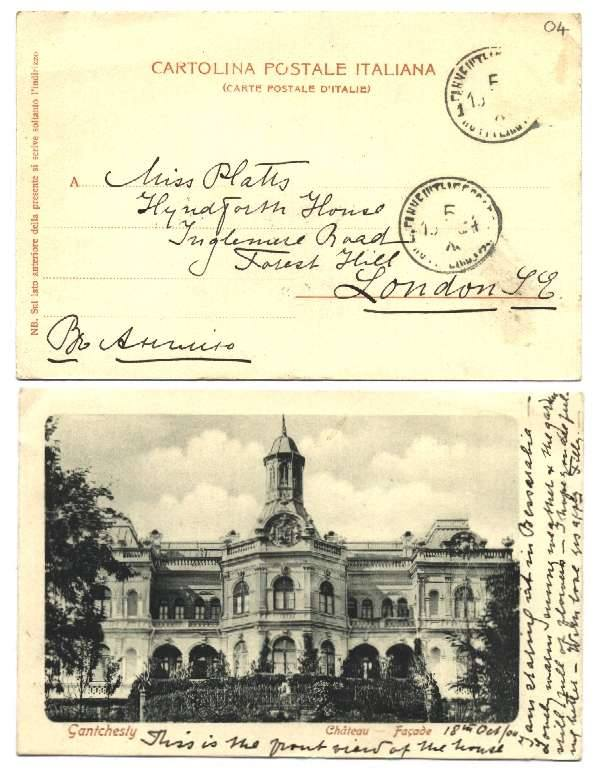
1904
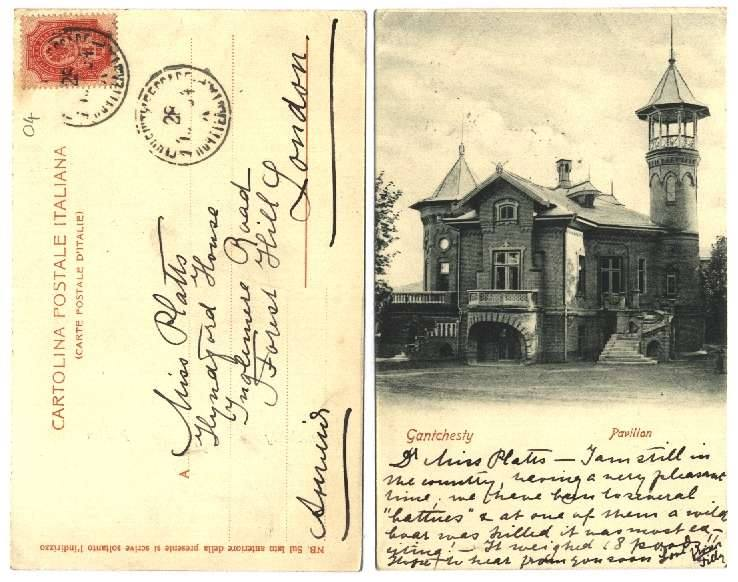
Același an
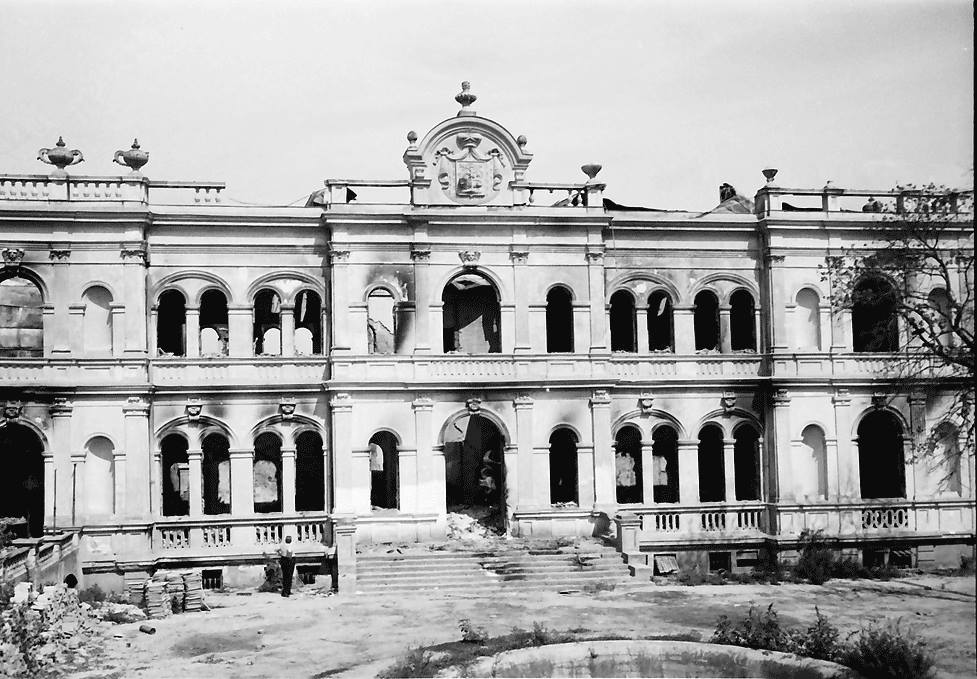
25 iulie 1941. Daune aduse palatului principal ca urmare a luptelor din zonă.
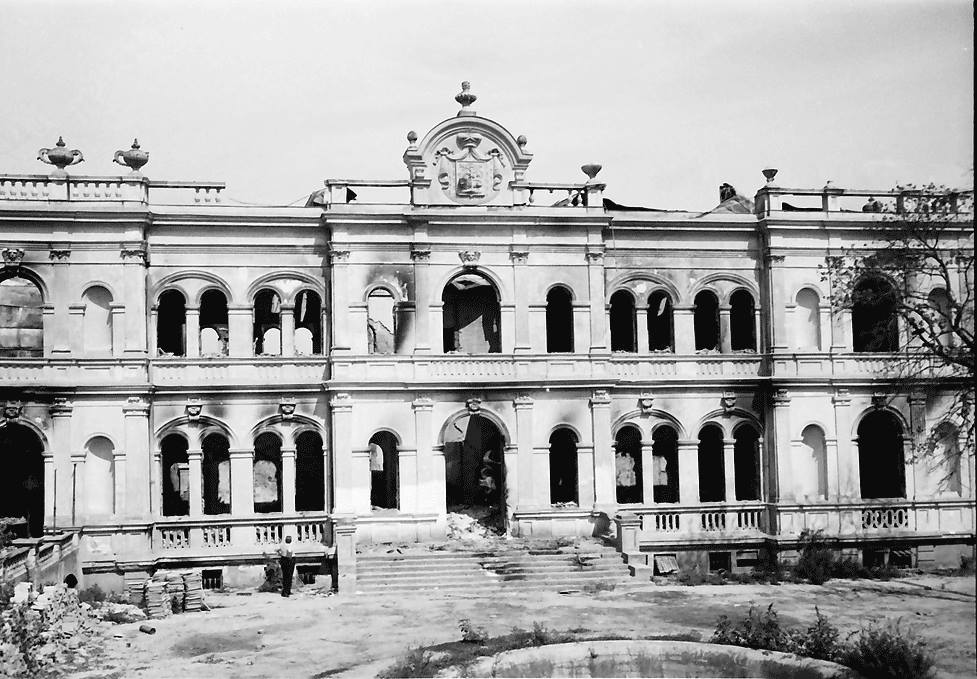
Aceeași dată
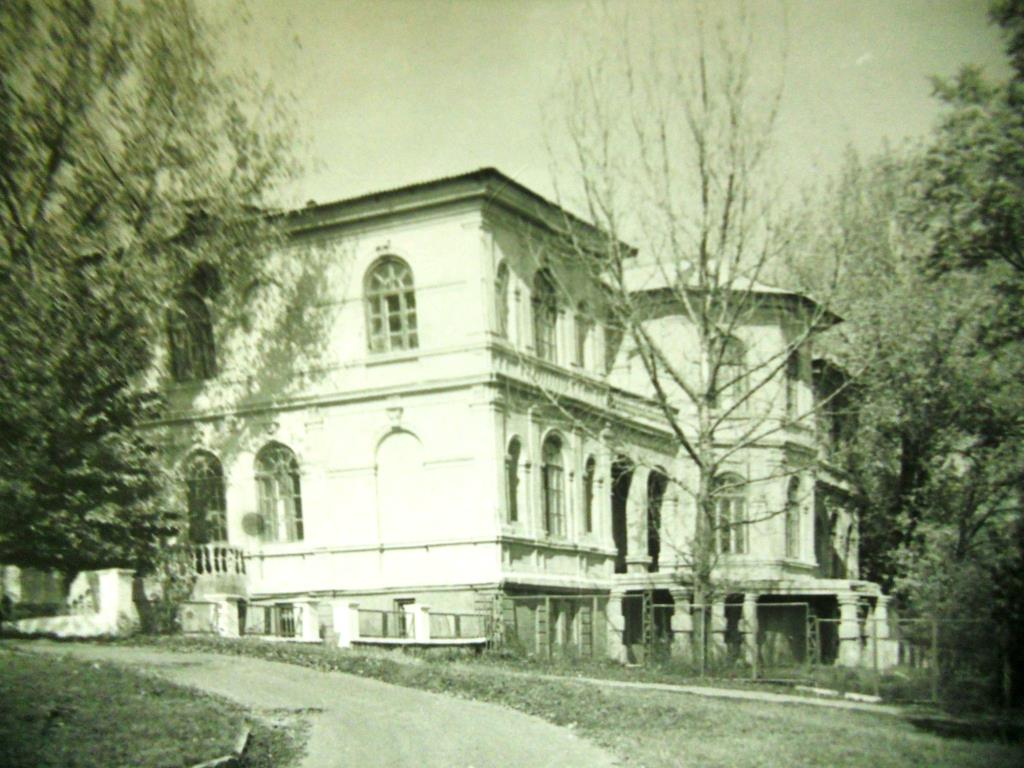
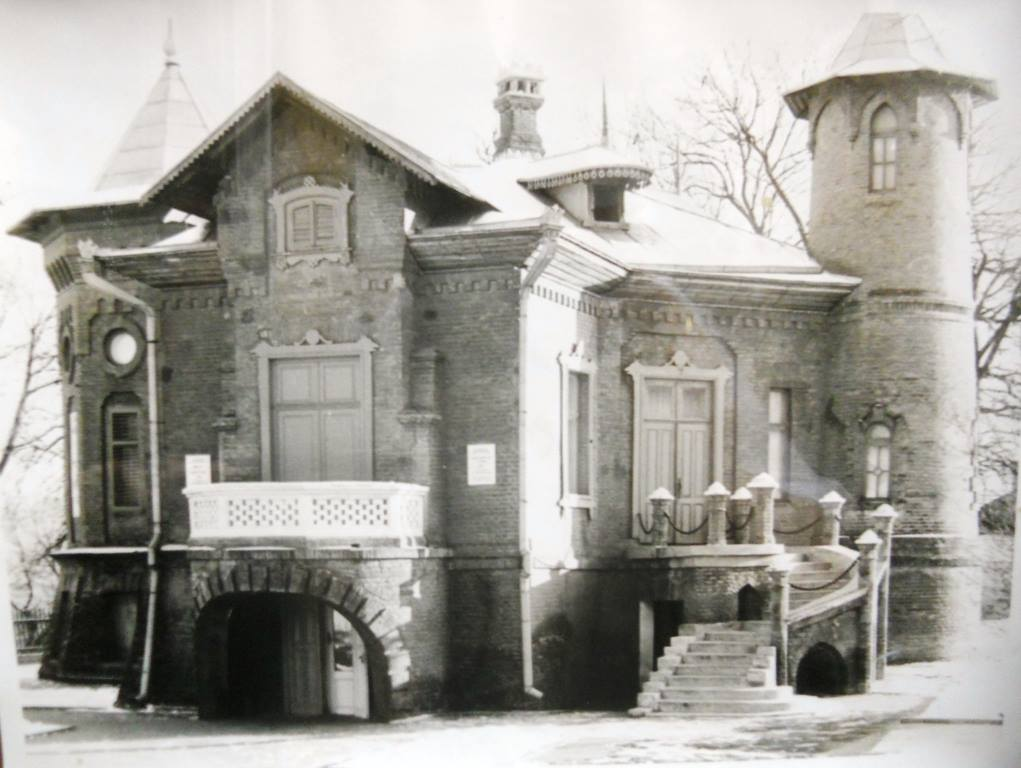
Dată necunoscută
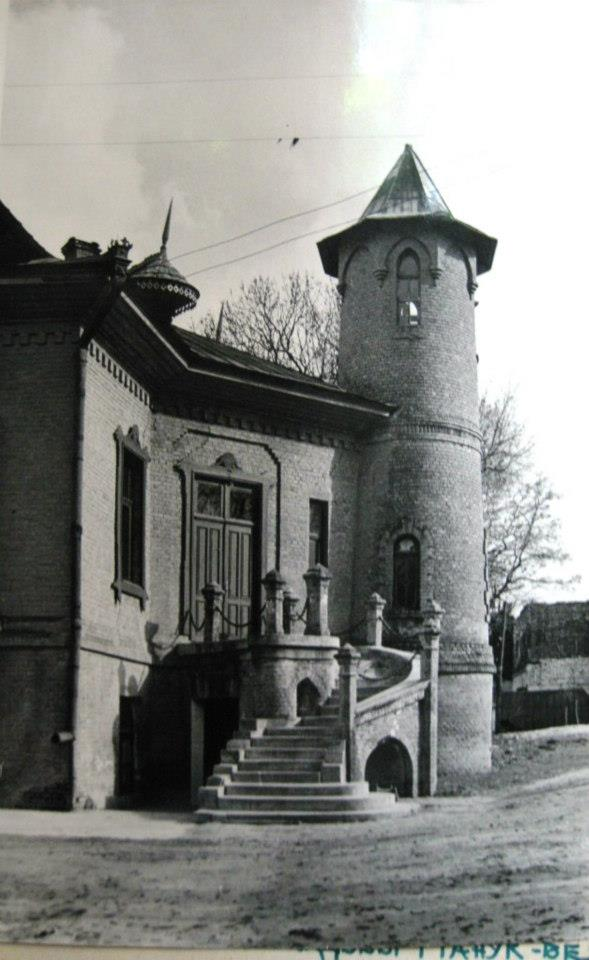
1983
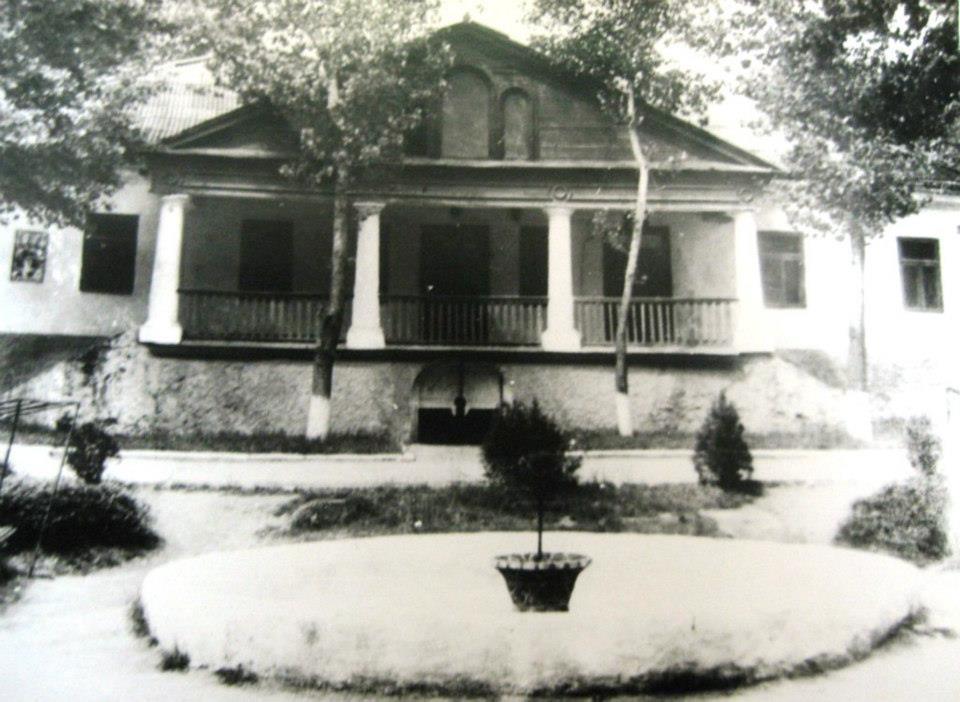
Același an
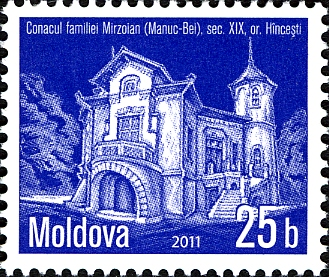
Castelul de vânătoare ilustrat pe un timbru moldovenesc.

### Galeriile subterane

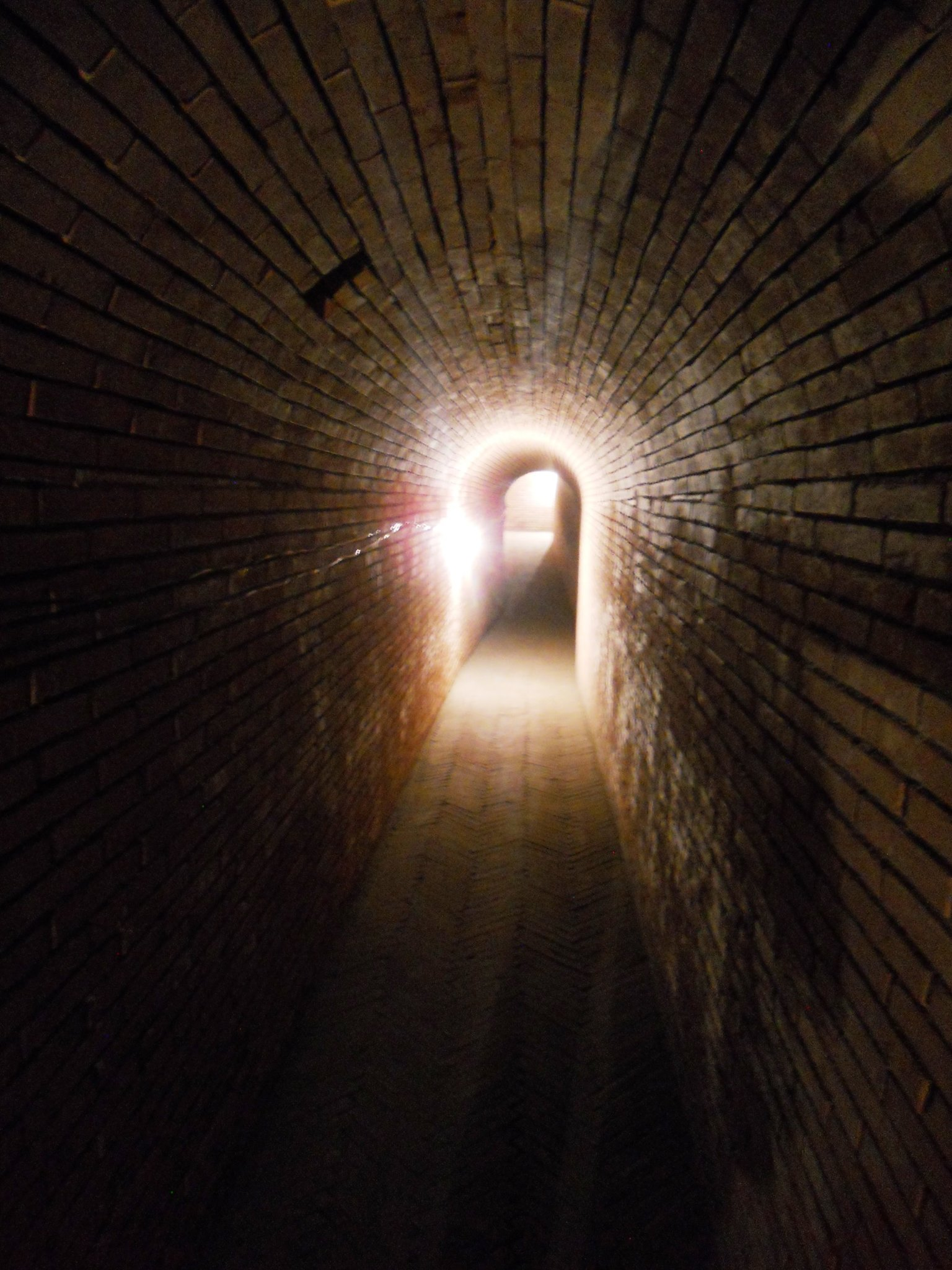
2015
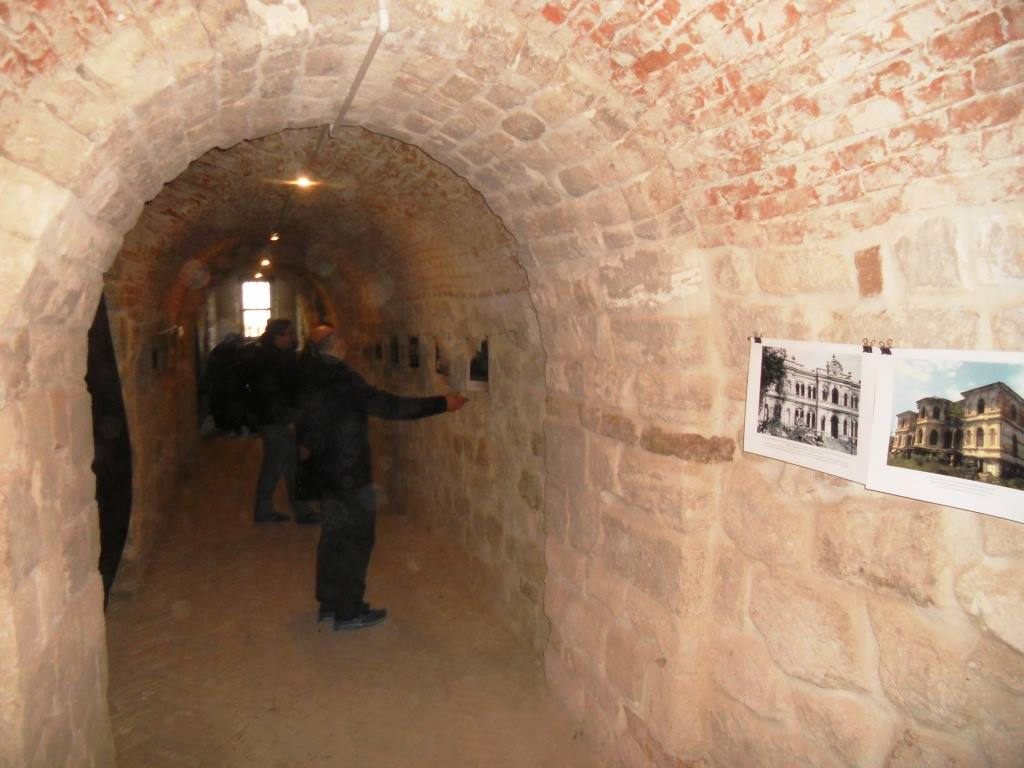
Același an
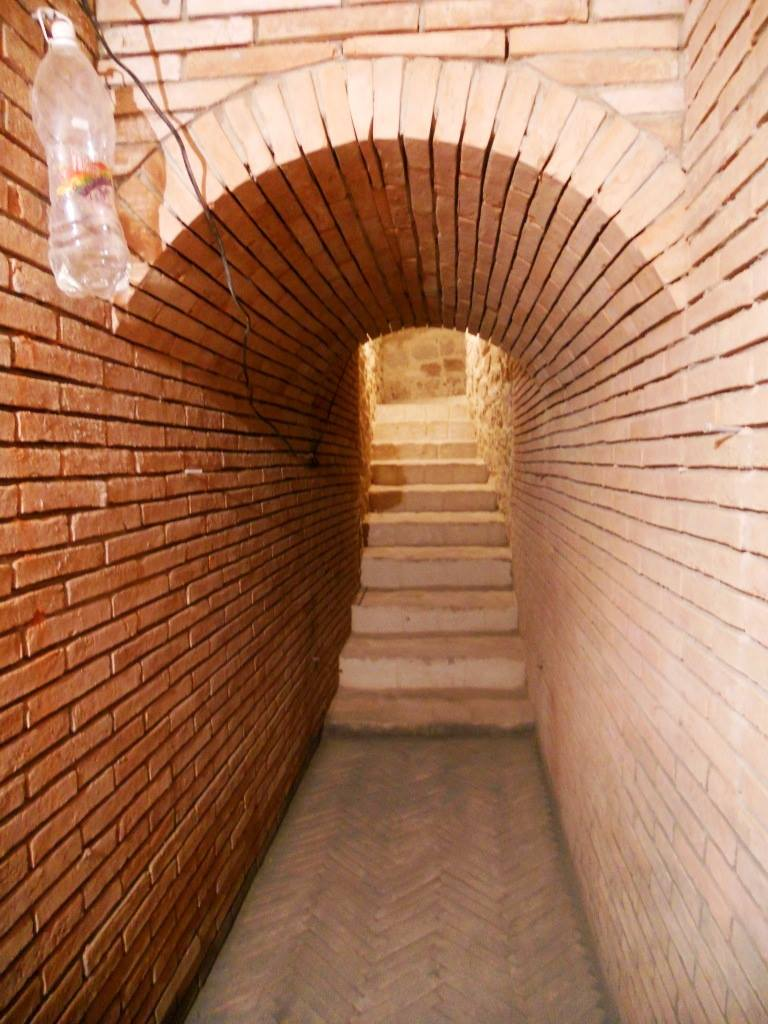
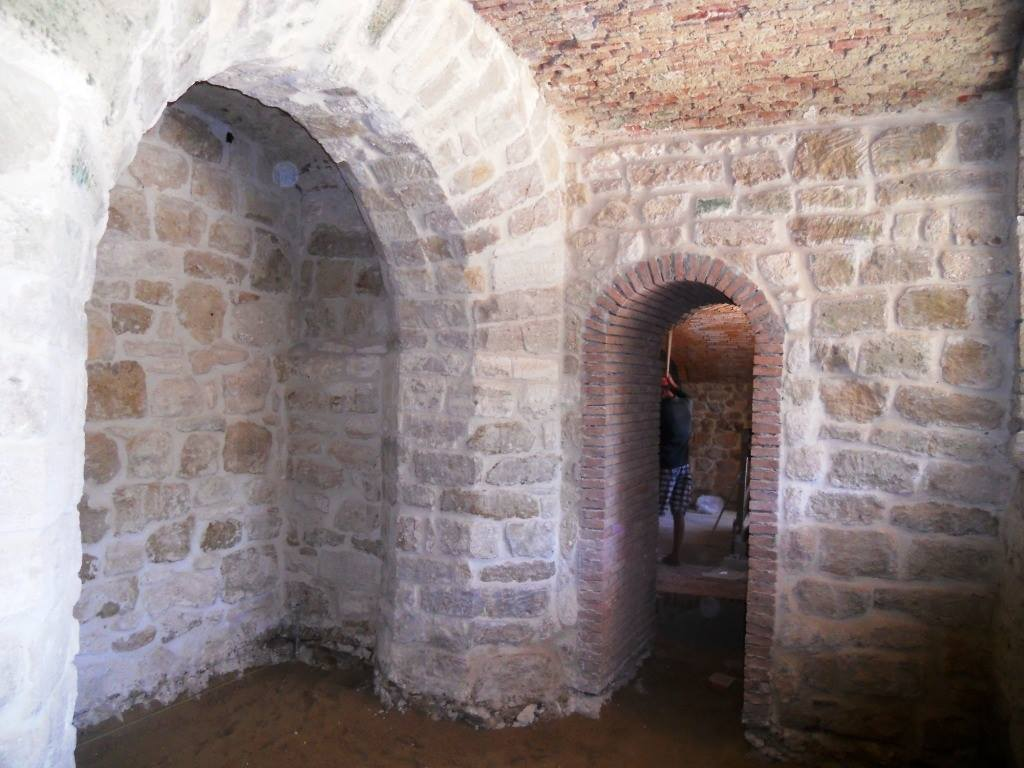
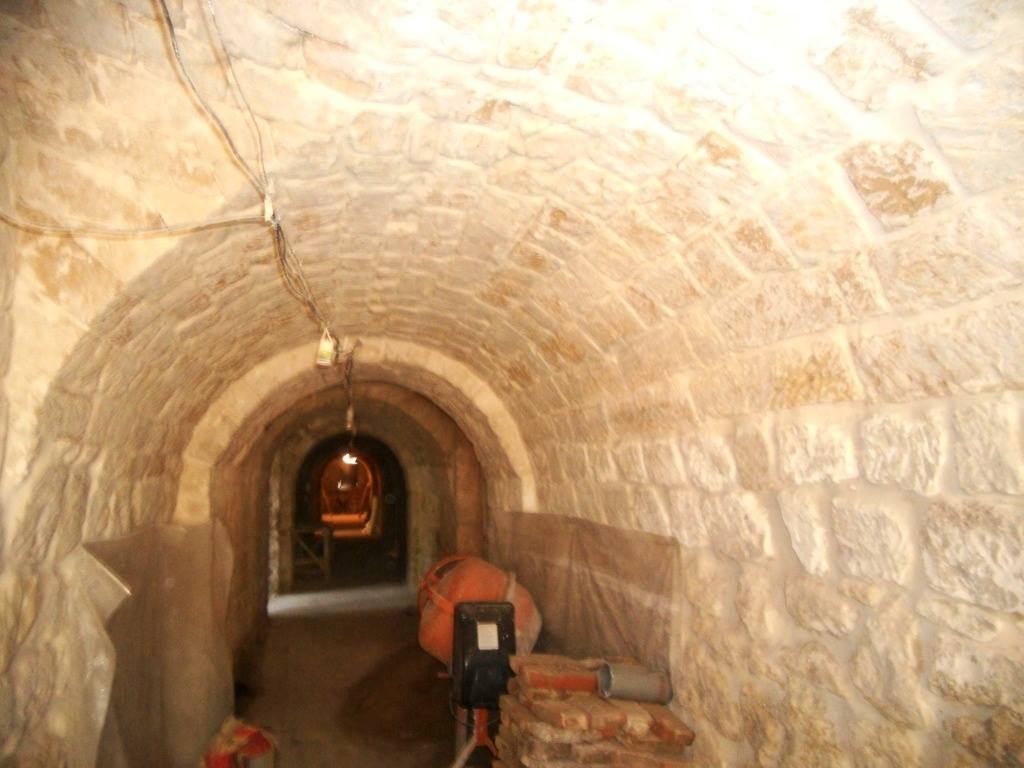
Lucrări de renovare, iulie 2015.
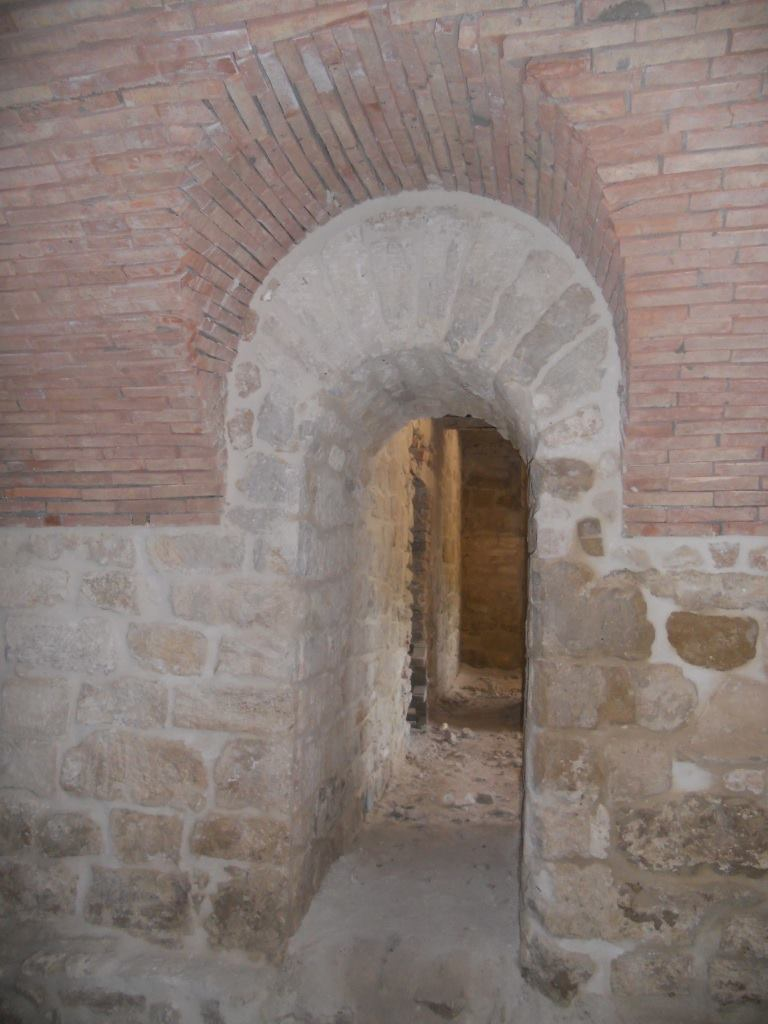
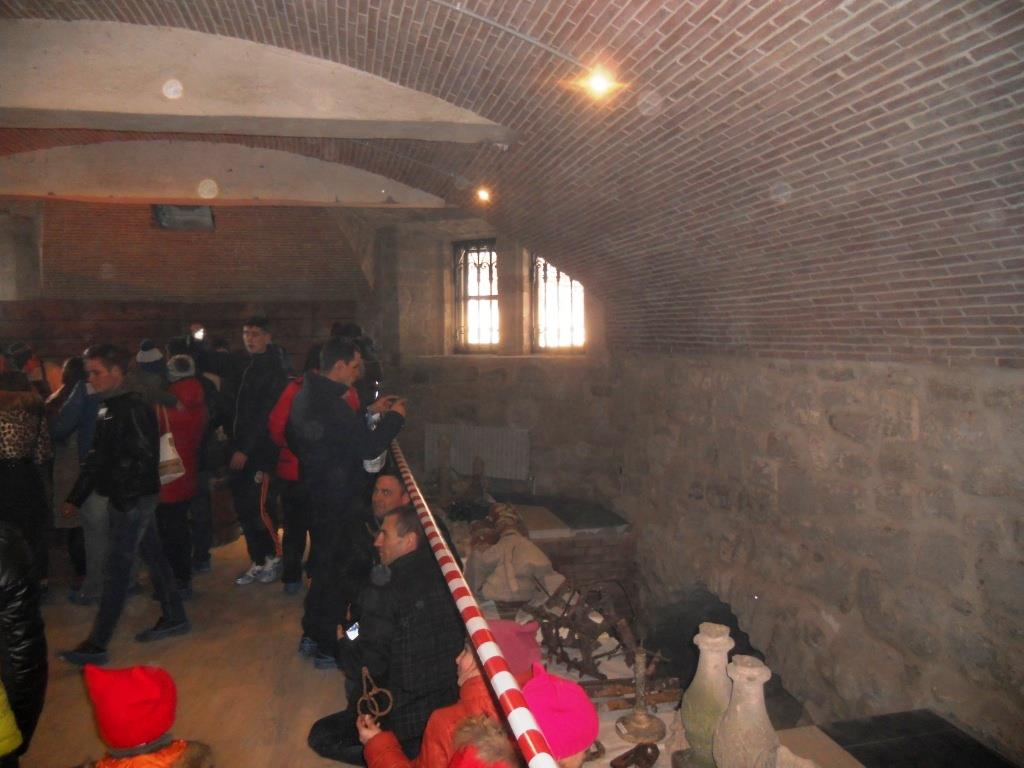
Muzeul subteran, decembrie 2015.
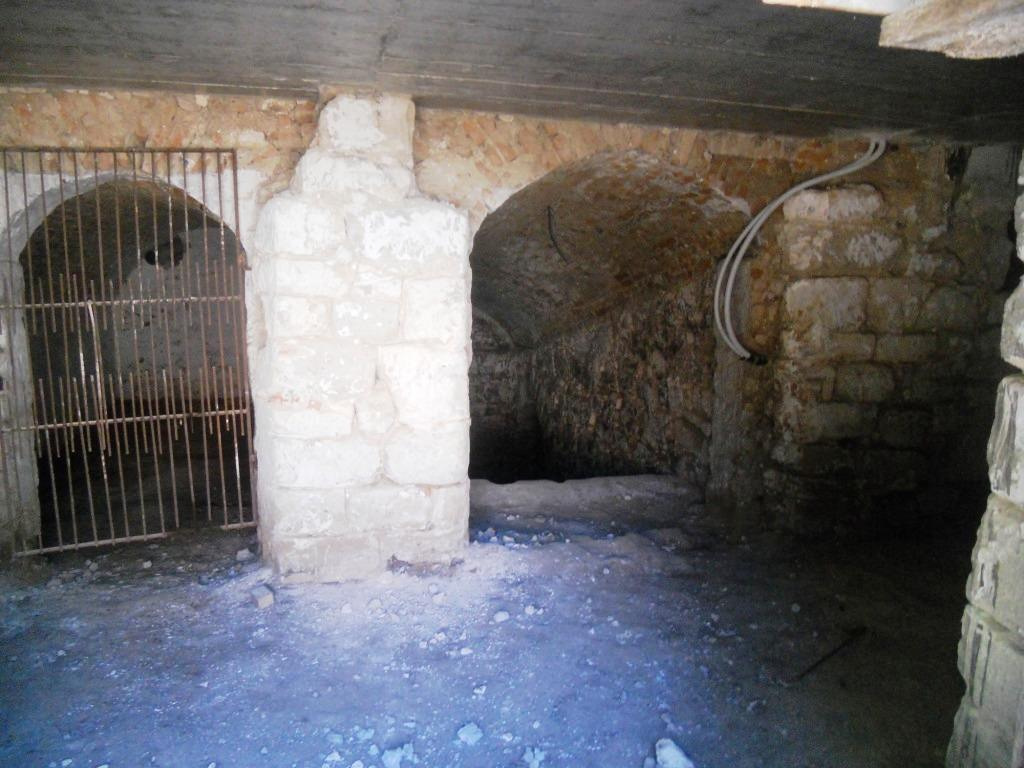
Intrarea în catacombe până la renovare, iulie 2014.
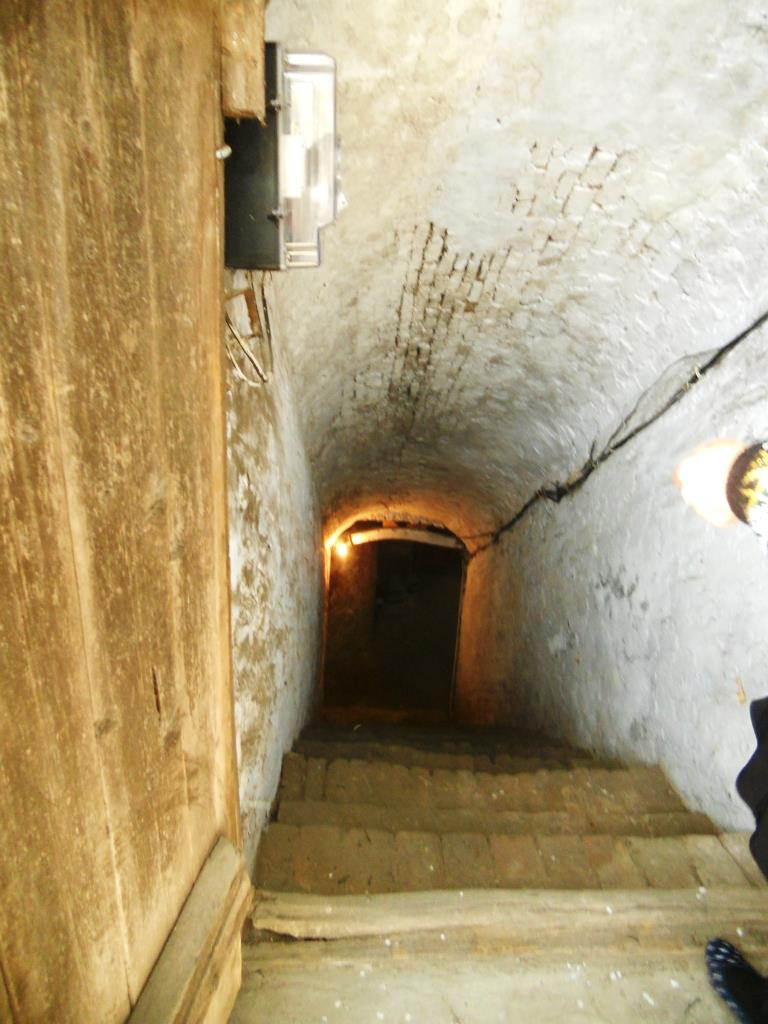
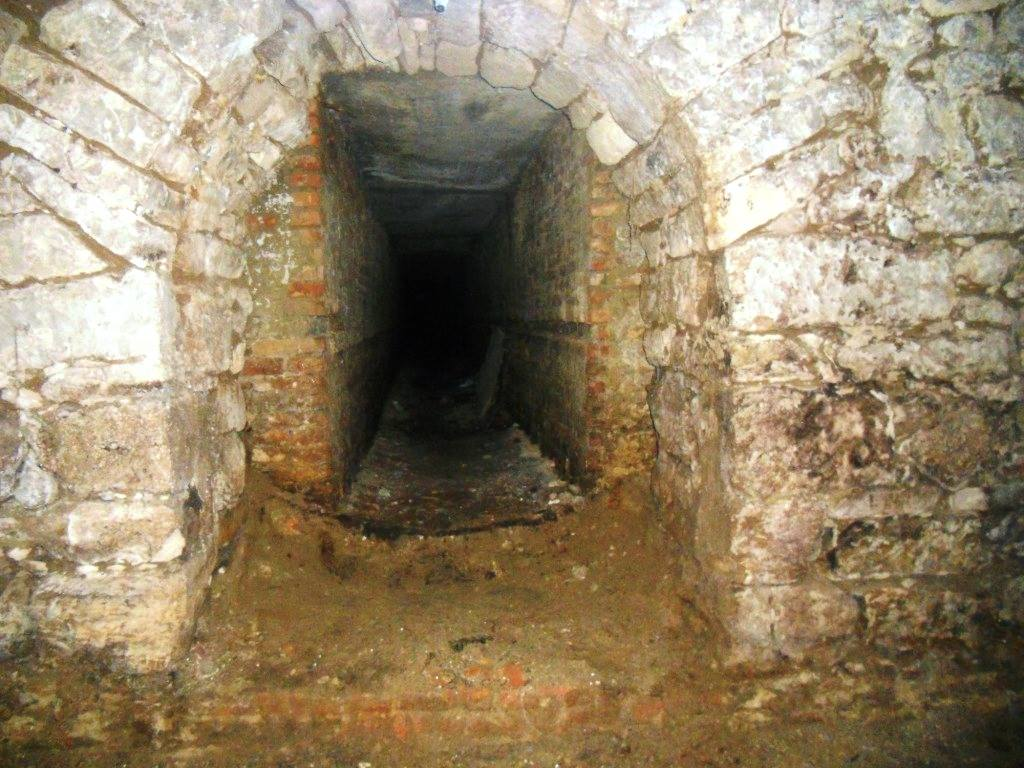
Până la renovare, 2014
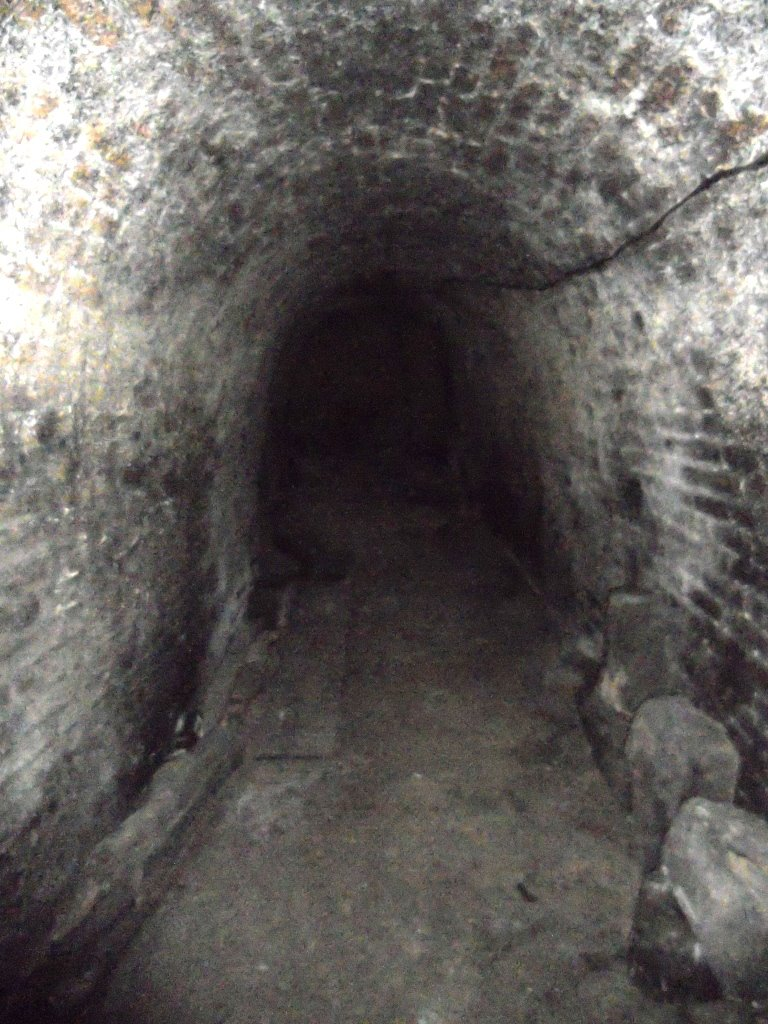
Până la renovare, 2012
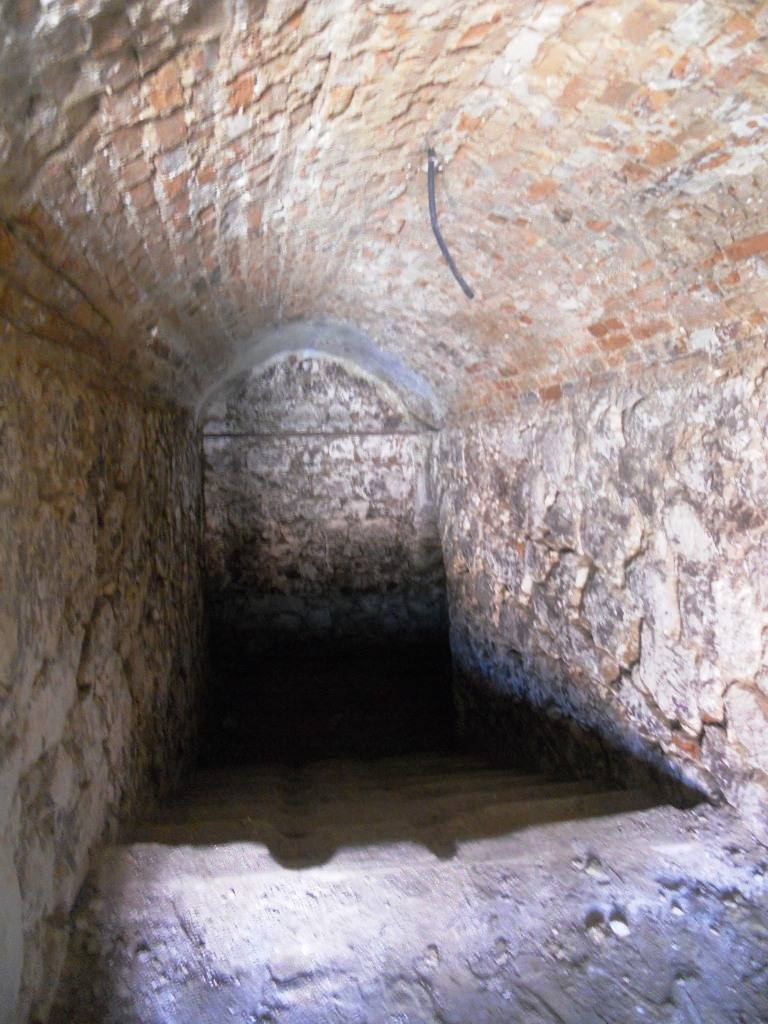
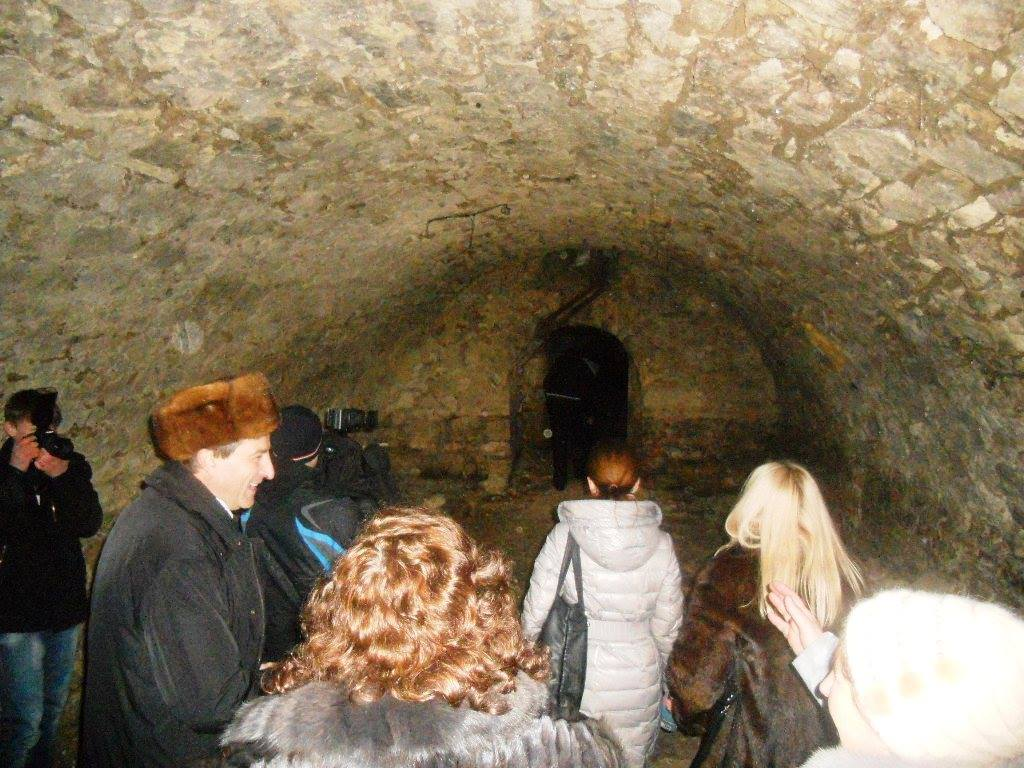

## Vezi și
- Hanul Manuc din București
- Fabrica de vin a familiei Mimi, la fel renovată recent
- Lista conacelor din Republica Moldova